# Умершие в июле 2023 года
Это список известных людей, соответствующих установленным критериям значимости (см. Википедия:Критерии значимости персоналий), умерших в июле 2023 года.
Причина смерти указывается лишь в исключительных случаях (убийство, самоубийство, гибель в результате военных действий, смертная казнь, ДТП или несчастные случаи). В остальных случаях — не указывается.

## 31 июля

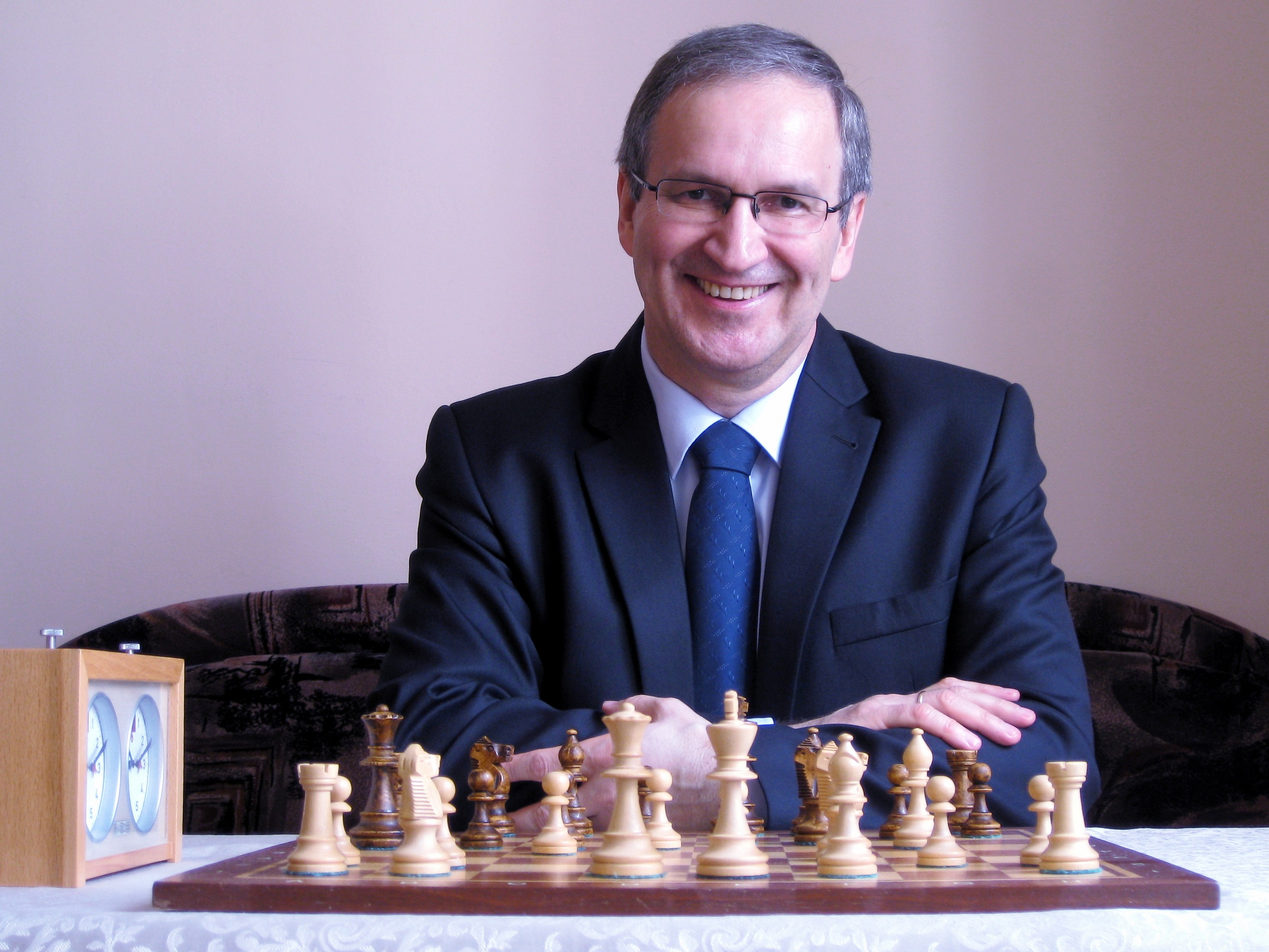
Ян Пшевозьник

- Алаев, Леонид Борисович (90) — советский и российский историк, специалист по истории Индии и теоретическим проблемам истории Востока. Доктор исторических наук, профессор (1986)[1].
- Белокриницкий, Василий Степанович (95) — советский и украинский биофизик[2].
- Валошек, Франтишек (86) — чехословацкий футболист, серебряный призёр Олимпийских игр (1964)[3].
- Велич, Душан[англ.] (56) — словацкий химик и политик, ДТП[4].
- Гейкер, Нина Павловна (64) — советская и российская певица[5].
- Гусейнов, Сурет Давуд оглы (64) — азербайджанский военный и государственный деятель, премьер-министр (1993—1994)[6].
- Иустин (Колотурос) (104) — иерарх неканонической ИПЦ Греции, митрополит Эврипский и Эввийский (с 1980)[7].
- Клауд, Ангус (25) — американский актёр; передозировка [8].
- Лангре, Инга[швед.] (95) — шведская актриса[9].
- Морган, Уильям Джейсон (87) — американский геофизик, член НАН США (1982)[10].
- Мусатов, Валерий Леонидович (82) — советский партийный деятель и российский дипломат, первый заместитель заведующего международным отделом ЦК КПСС (1984—1991), посол в Венгрии (2000—2006)[11].
- Нейков, Иван[болг.] (68) — болгарский политический деятель, министр труда и социальной политики (1997—2001)[12].
- Пурушотхаман, Вакком[англ.] (95) — индийский политик, губернатор Мизорама (2011—2014) и Трипуры (2014), депутат Лок сабхи (1984—1991)[13].
- Пшевозьник, Ян (65) — польский шахматист[14].
- Фийер, Софи[фр.] (58) — французская сценаристка и режиссёр[15].
- Фукс, Мария[исп.] (101) — аргентинская танцовщица и хореограф[16].
- Эрикссон, Карл-Эрик (93) — шведский бобслеист, участник шести зимних Олимпийских игр (1964—1984)[17].

## 30 июля

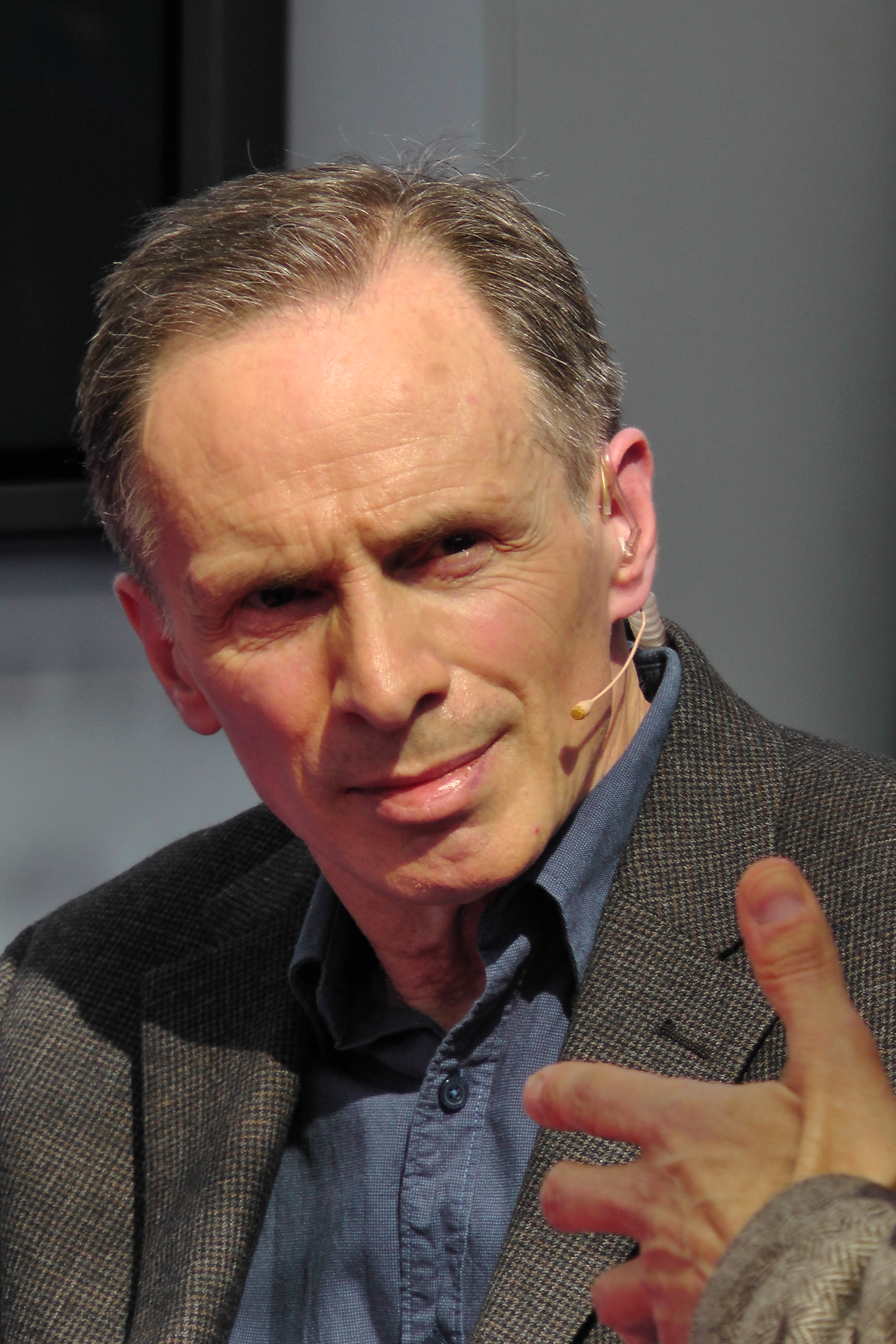
Давид Албахари

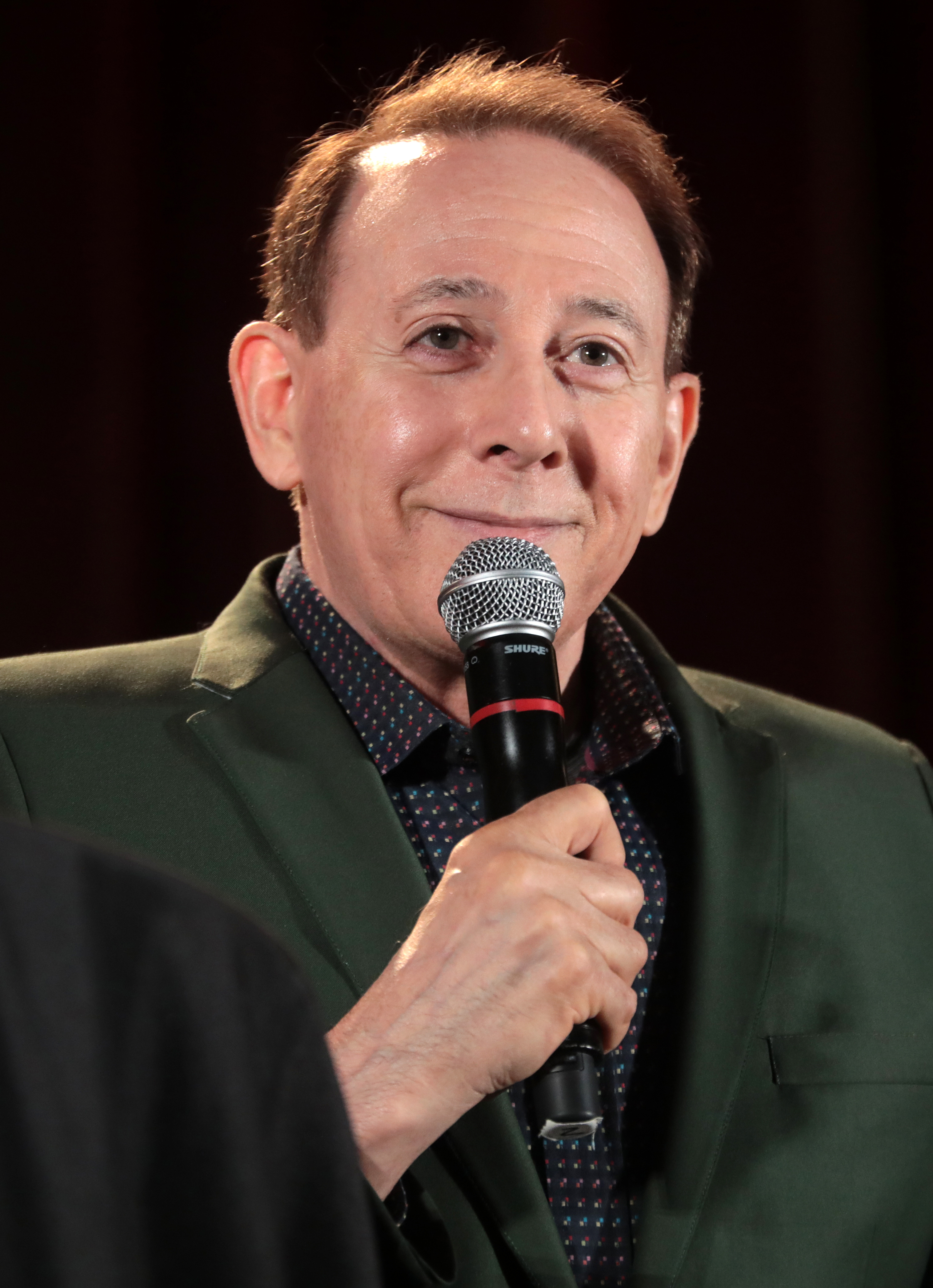
Пол Рубенс

- Алаев, Леонид Борисович (90) — советский и российский учёный, главный научный сотрудник Института востоковедения РАН[18].
- Албахари, Давид (75) — сербский прозаик, эссеист и переводчик[19].
- Бартон, Хануш[чеш.] (63) — чешский композитор и пианист[20].
- Беляев, Борис Иосафович (94) — советский и российский инженер-механик, специалист в области организации производства по созданию ядерного оружия, лауреат Ленинской премии (1963)[21].
- Домингес, Хорхе (64) — аргентинский футболист[22].
- Задорожний, Никита Юрьевич (27) — российский гандболист[23].
- Куприянов, Валерий Николаевич (83) — советский и российский архитектор, ректор КГАСУ (1988—2008), член-корреспондент РААСН[24].
- Лапикура, Валерий Павлович[укр.] (79) — украинский писатель и журналист, заслуженный журналист Украины (1997)[25].
- Поттер, Дэвид У.[англ.] (74) — шотландский спортивный обозреватель[26].
- Рубенс, Пол (70) — американский актёр, сценарист и продюсер, лауреат премий «Эмми» и «Грэмми»[27].
- Сингх, Кавита[англ.] (58) — индийский искусствовед[28].
- Чертовиков, Михаил Павлович (93) — советский и российский инженер, Герой Социалистического Труда (1971)[29].

## 29 июля
- Ван де Вейт, Нэнси[англ.] (92) — американский и австрийский композитор[30].
- Гольц, Томас (68) — американский журналист[31].
- Деас, Малькольм (82) — британский историк[32].
- Капеччи, Витторио[итал.] (84) — итальянский социолог[33].
- Паланджанян, Вагаршак Сергеевич (77/78) — политический деятель Нагорно-Карабахской Республики, министр градостроительства (1999—2002)[34].
- Проди, Витторио[итал.] (86) — итальянский физик и политик, депутат Европейского парламента (2004—2014), брат Р. Проди[35].
- Сидоров, Александр Артемьевич (81) — советский и казахстанский тренер по тяжёлой атлетике, заслуженный тренер СССР (1984)[36].
- Уилсон, Джордж[англ.] (81) — американский баскетболист, олимпийский чемпион (1964)[37].
- Чеботарёв, Леонид Фёдорович (86) — советский и украинский футболист и тренер[38].

## 28 июля

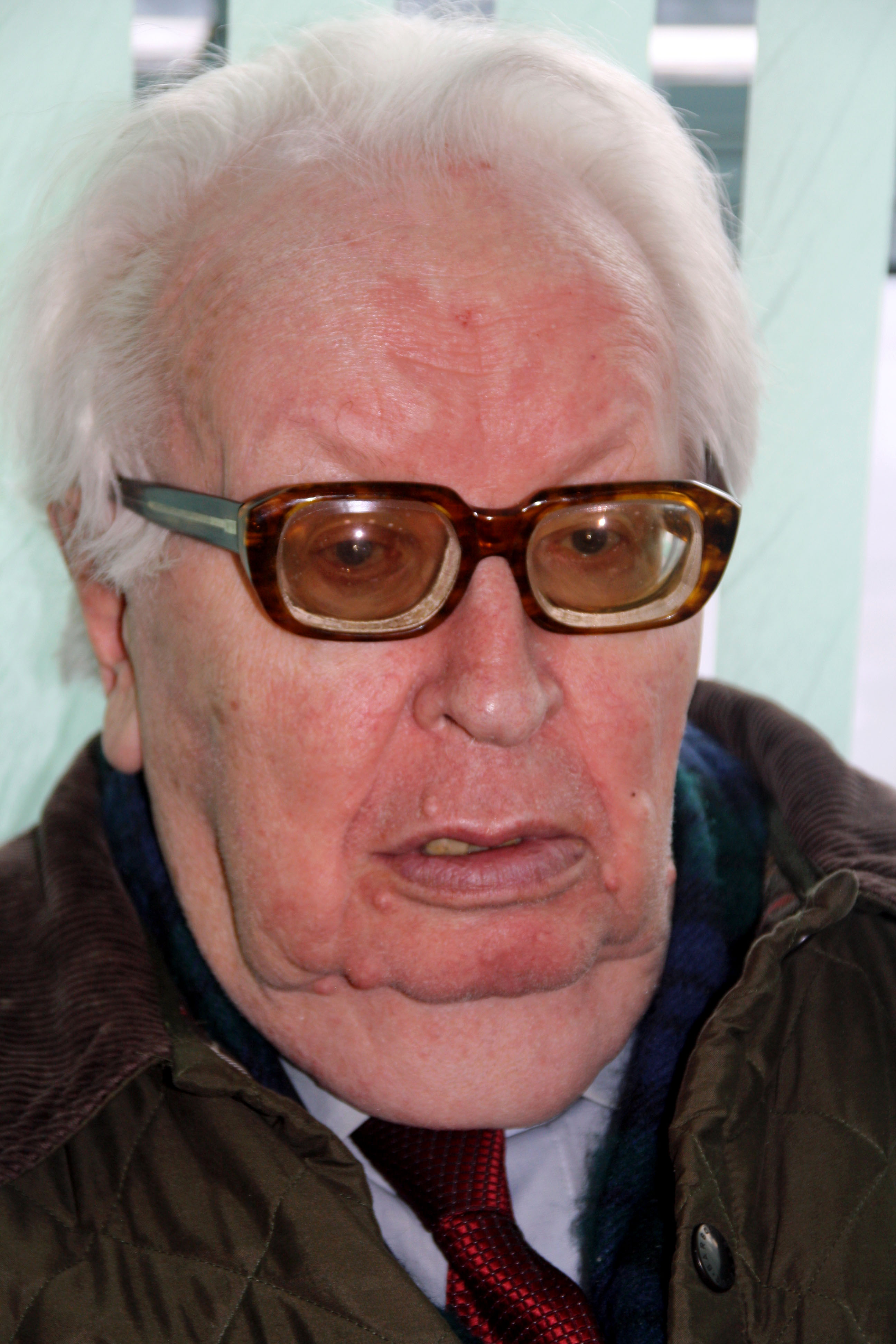
Александр Николюкин

- Варфоломеев, Герман Борисович (60) — российский актёр-кукольник, заслуженный артист Российской Федерации (1998)[39].
- Гомес, Жозе Паулину (127) — бразильский неверифицированный супердолгожитель[40].
- Клименок, Андрей Адамович (51) — советский и белорусский футболист[41].
- Кузнецов, Сергей Дмитриевич (74) — советский и российский учёный, профессор МГУ, специалист по технологиям баз данных[42].
- Миронов, Валерий Леонидович (83) — советский и российский радиофизик, член-корреспондент РАН (1991)[43].
- Монхалес[кат.] (91) — испанский художник[44].
- Нефёдов, Олег Матвеевич (91) — советский и российский химик, академик РАН (1991; академик АН СССР с 1987)[45].
- Николюкин, Александр Николаевич (95) — советский и российский литературовед[46].
- Паркер, Джим (88) — британский композитор[47].
- Раскин, Абрам Григорьевич (99) — советский и российский художник, искусствовед, сценарист, поэт, писатель, заслуженный деятель искусств Российской Федерации (1999)[48].
- Руни, Бенни (80) — шотландский футболист[49]
- Хирвонен, Тимо[фин.] (49) — финский хоккеист[50].
- Холодов, Владимир Николаевич (97) — советский и российский геолог и геохимик[51].
- Шульцова, Яна[чеш.] (76) — чешская актриса[52].
- Ядыкина, Людмила Васильевна (98) — советский и российский врач, народный врач СССР (1983)[53].

## 27 июля
- Бен Салем, Али[араб.] (91) — тунисский правозащитник, депутат Парламента (2014—2019)[54].
- Бочаров, Николай Николаевич (83) — российский живописец, заслуженный художник Российской Федерации (2008), член-корреспондент РАХ (2011)[55].
- Герасимов, Димитр[болг.] (76) — болгарский актёр и певец[56].
- Гринфилд, Рут[англ.] (99) — американская пианистка и музыкальный педагог[57].
- Дробышева, Нина Ивановна (84) — советская и российская актриса, народная артистка РСФСР (1985)[58].
- Жгулев, Евгений Викторович (65) — российский экономист, ректор СПбГАУ (2017—2019)[59].
- Коллен, Пьер[фр.] (85) — канадский актёр[60].
- Парулекар, Бапусахеб[англ.] (94) — индийский политик, депутат Лок сабхи (1977—1984)[61].
- Полгар, Ян[чеш.] (94) — чехословацкий футболист[62].
- Рикардсен, Руне[норв.] (60) — норвежский футболист и футбольный тренер[63].
- Саид ибн Заид Аль Нахайян (57/58) — эмиратский политик и бизнесмен, сын первого президента ОАЭ Заида Аль Нахайяна[64].
- Сопин, Александр Иванович (73) — советский и российский физик[65].
- Хейманс, Маргрит[нидерл.] (90) — нидерландская детская писательница и иллюстратор[66].

## 26 июля

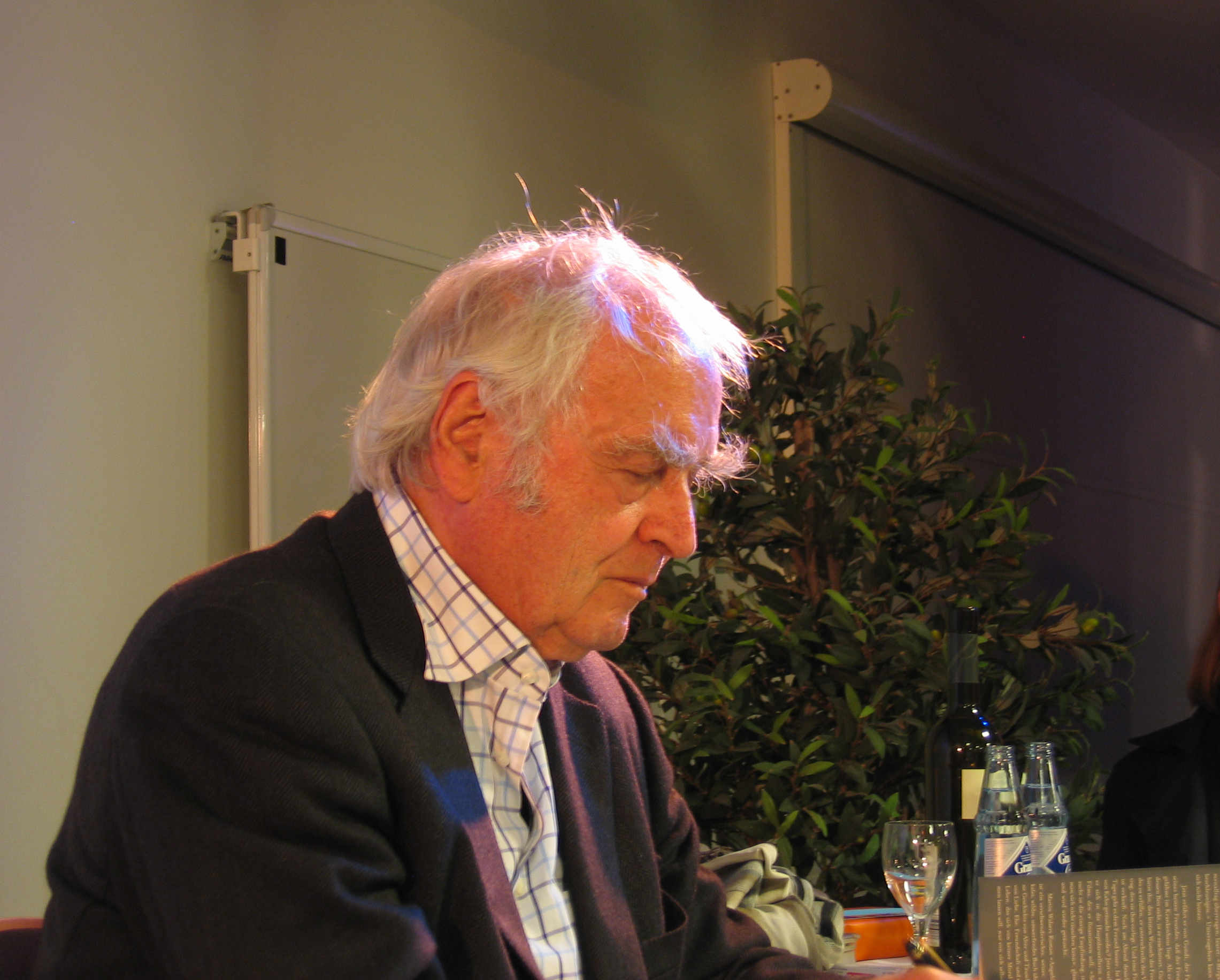
Мартин Вальзер

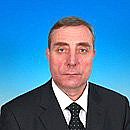
Борис Михалёв

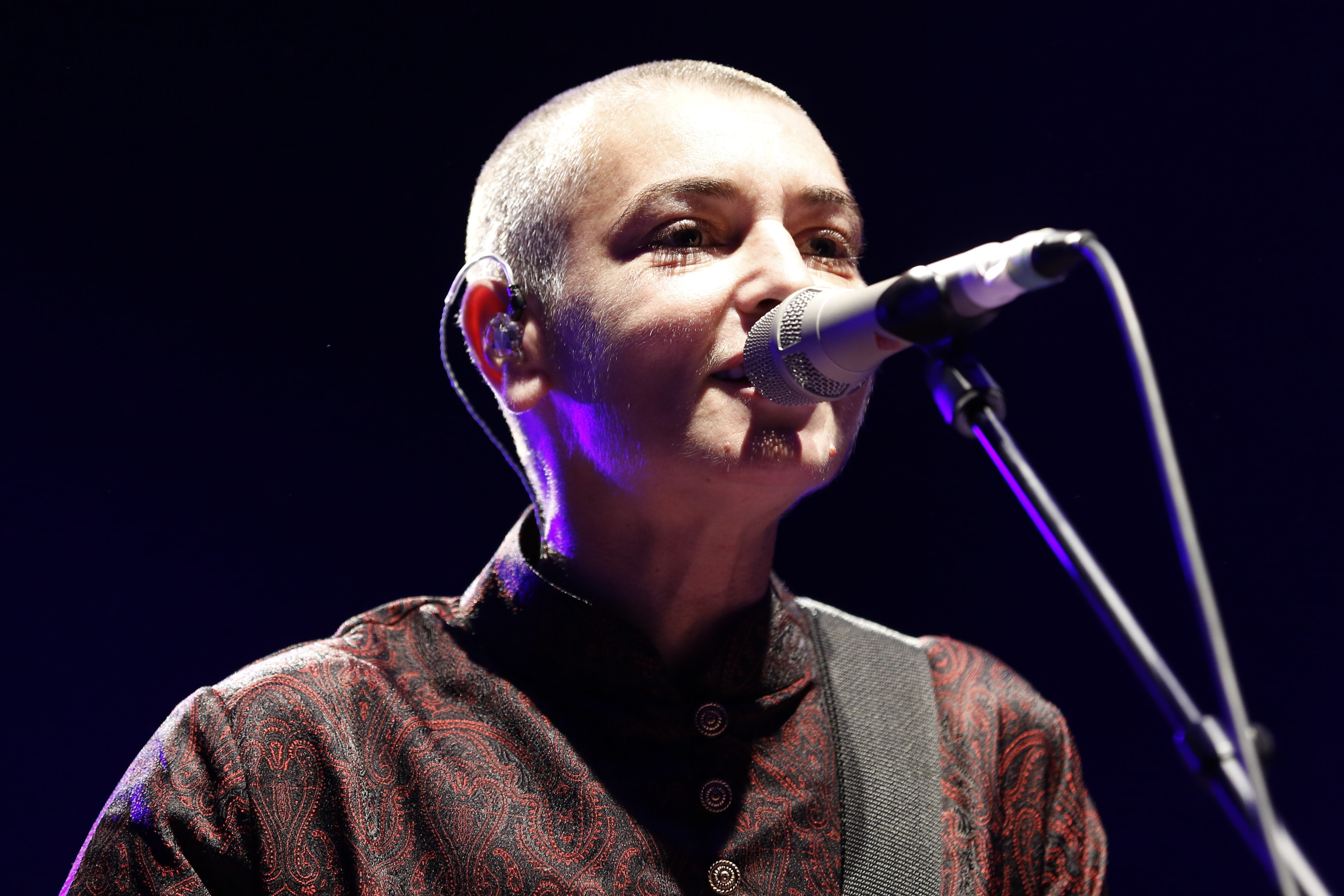
Шинейд О’Коннор

- Вальзер, Мартин (96) — немецкий писатель и драматург[67].
- Домашенко, Николай Иванович (76) — советский и российский художник, график и гравёр, заслуженный художник Российской Федерации (2019)[68].
- Мейснер, Рэнди[англ.] (77) — американский музыкант, певец и автор песен[69].
- Михалёв, Борис Владимирович (63) — российский политический деятель, депутат Государственной думы (2009—2016)[70].
- О’Коннор, Шинейд (56) — ирландская певица и автор песен, обладательница премии «Грэмми» (1991)[71].
- Онора, Жан-Жак (92) — гаитянский государственный и общественный деятель, министр иностранных дел (1991), премьер-министр (1991—1992)[72].
- Панченко, Игорь Владимирович (60) — российский политический деятель, член Совета Федерации (с 2014)[73].
- Хмельнов, Игорь Николаевич (78) — советский и российский военачальник, адмирал (1994)[74].
- Чжао Юлян[кит.] (79) — китайский актёр[75].
- Чэнь Шумин[кит.] (77) — тайваньский государственный деятель, министр культуры (1994—1996)[76].

## 25 июля

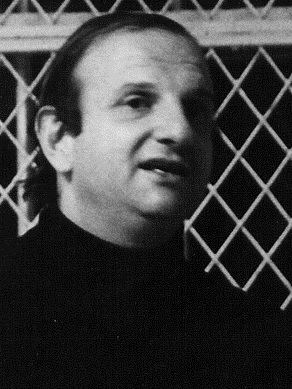
Бо Голдман

- Арагонес де Хуарес, Мерседес (96) — аргентинский политический деятель, член Палаты депутатов (1993—1999), губернатор провинции Сантьяго-дель-Эстеро (2002—2004)[77].
- Бессон, Жерар[англ.] (81) — тринидадский писатель и издатель[78].
- Бэрри, Джулиан[англ.] (92) — американский сценарист и драматург[79].
- Голдман, Бо (90) — американский писатель, драматург и сценарист, обладатель премий «Оскар» (1976, 1981) и «Золотой глобус» (1976, 1993)[80].
- Грабовец, Анатолий Иванович (83) — советский и российский растениевод, член-корреспондент РАСХН (2005—2014), член-корреспондент РАН (2014), иностранный член НААН Украины (2007)[81].
- Груда, Йылмаз[тур.] (93) — турецкий актёр и драматург[82].
- Каминский, Семён Матвеевич (82) — советский и российский писатель и автор песен[83].
- Пада Рай, Бишну[англ.] (73) — индийский политический деятель, депутат Лок сабхи (1999—2004, 2009—2019)[84].
- Питта, Эдуарду[порт.] (73) — португальский поэт[85].
- Порпетта, Антонио (87) — испанский поэт и прозаик[86].
- Ферреро Коста, Аугусто[исп.] (78) — перуанский юрист и политик, судья (2017—2023) и председатель (2022) Конституционного суда, посол в Италии (2009—2010)[87].
- Цукалас, Андреас[греч.] (60) — греческий певец[88].

## 24 июля

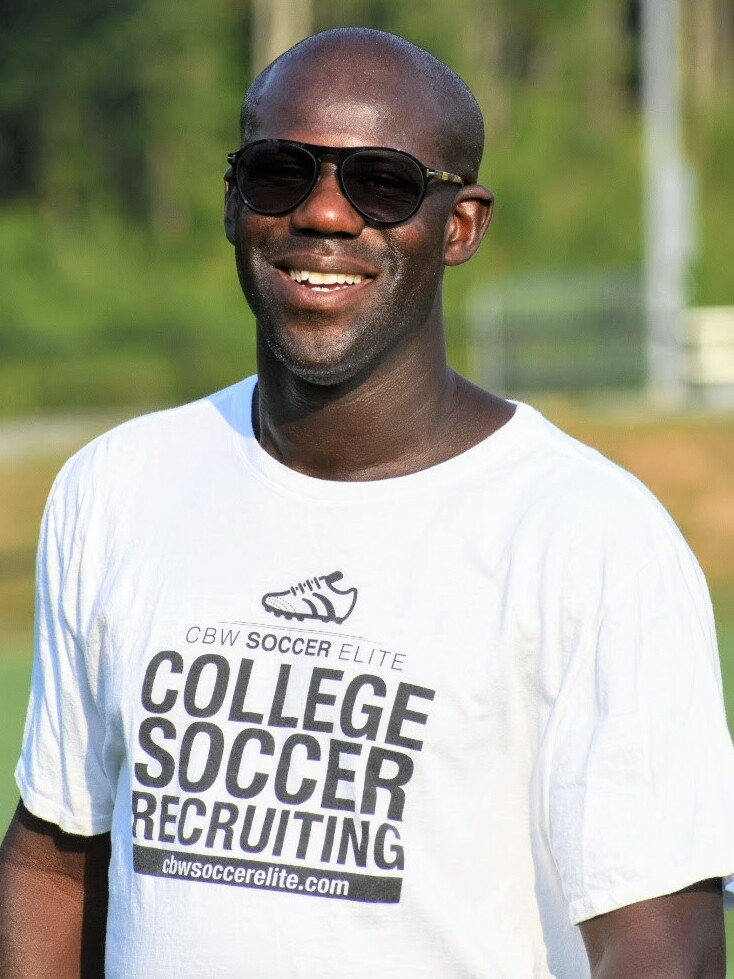
Крис Барт-Уильямс

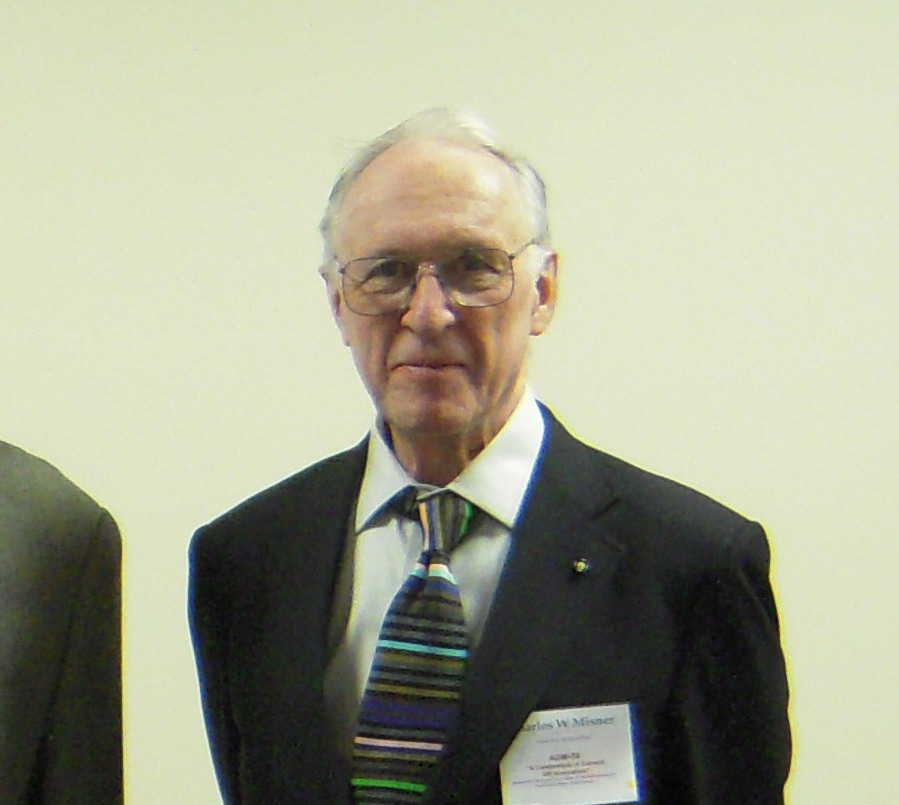
Чарльз Мизнер

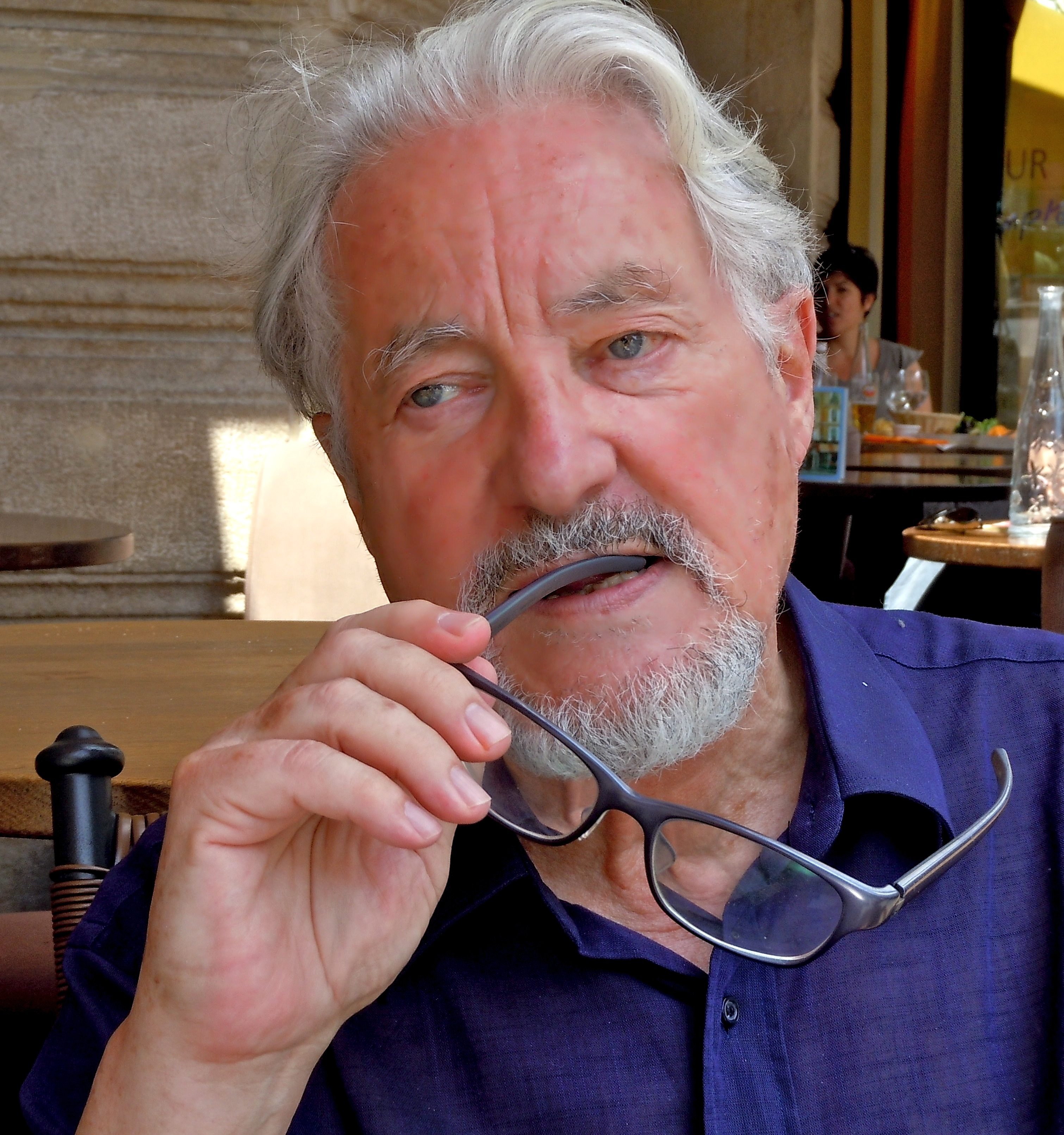
Марк Оже

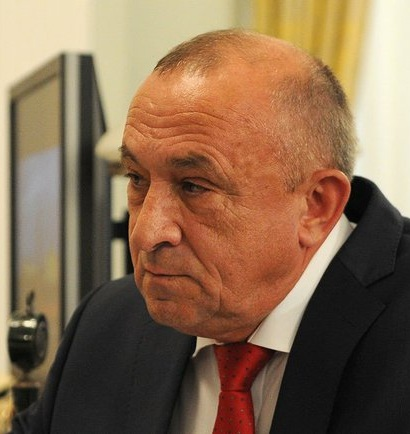
Александр Соловьёв

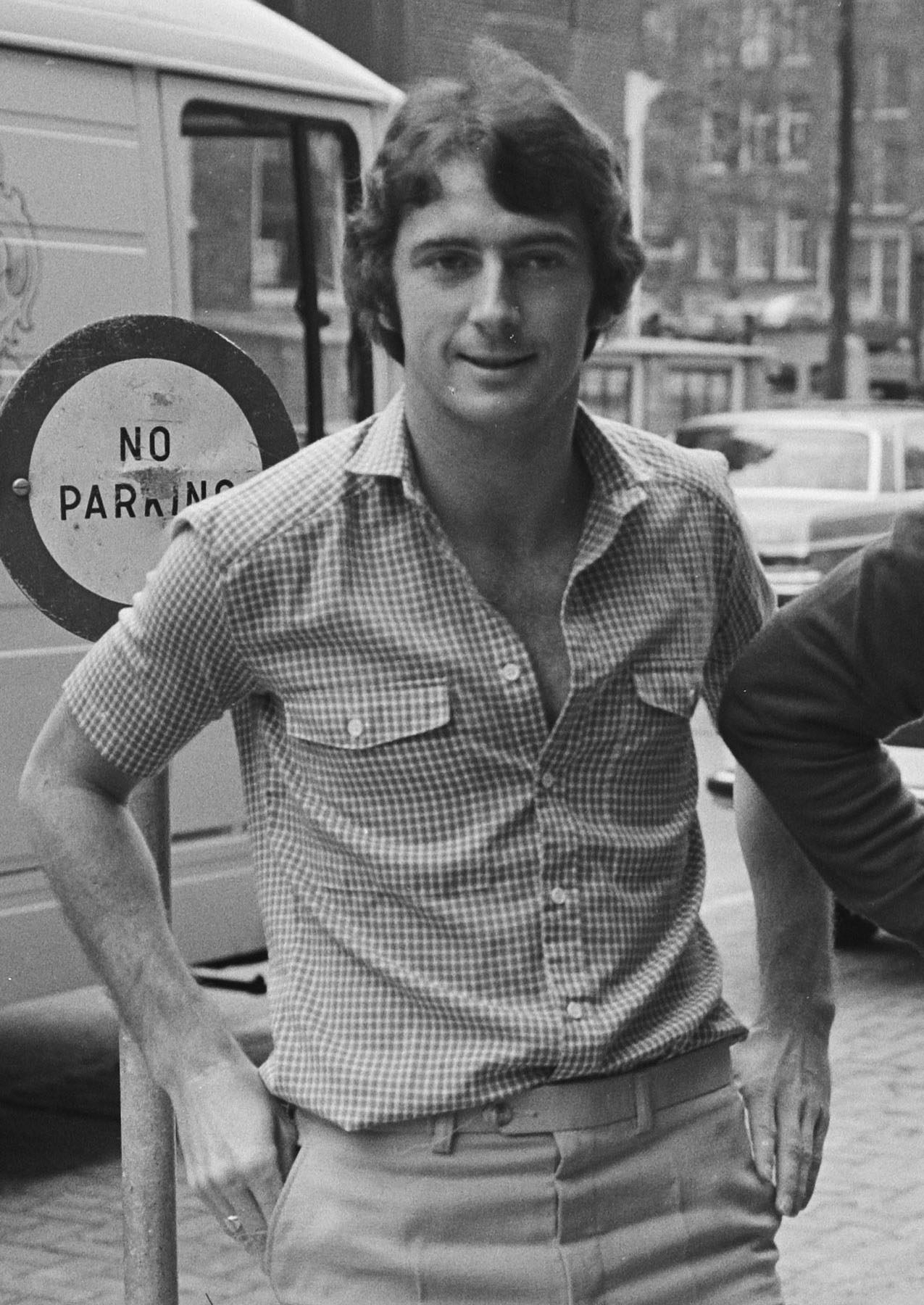
Тревор Фрэнсис

- Алагиа, Джордж[англ.] (67) — британский журналист и ведущий новостей[89].
- Андраде, Лени[порт.] (80) — бразильская джазовая певица[90].
- Бадо, Дени[фр.] (65) — французский джазовый пианист, дирижёр и композитор[91].
- Барт-Уильямс, Крис (49) — английский футболист[92].
- Витери, Освальдо[исп.] (91) — эквадорский художник[93].
- Занг Нгеле, Роуз[фр.] (76) — камерунский политик, министр социальных дел (1984—1988), депутат Национального собрания (1992—1997)[94].
- Итурральде, Альфонсо (73) — мексиканский актёр[95].
- Мамедов, Михаил Гашимович (71) — российский режиссёр и актёр[96].
- Мизнер, Чарльз (91) — американский физик[97].
- Монтейру, Дорис[порт.] (88) — бразильская певица и актриса[98].
- Моримура, Сэйити (90) — японский писатель[99].
- Невеселы, Станислав (87) — чехословацкий и чешский хоккеист и тренер[100].
- Оже, Марк (87) — французский этнограф[101].
- Соловьёв, Александр Васильевич (73) — российский государственный деятель, Глава Удмуртской Республики (2014—2017), член Совета Федерации (2013—2014)[102].
- Тот, Аннамария[англ.] (77) — венгерская спортсменка по современному пятиборью, бронзовый призёр летних Олимпийских игр 1968 года[103].
- Фрэнсис, Тревор (69) — английский футболист и футбольный тренер[104].
- Миронюк, Сергей Сергеевич (38) — украинский военнослужащий, младший сержант, участник российско-украинской войны, Герой Украины (2024, посмертно); погиб в бою.

## 23 июля

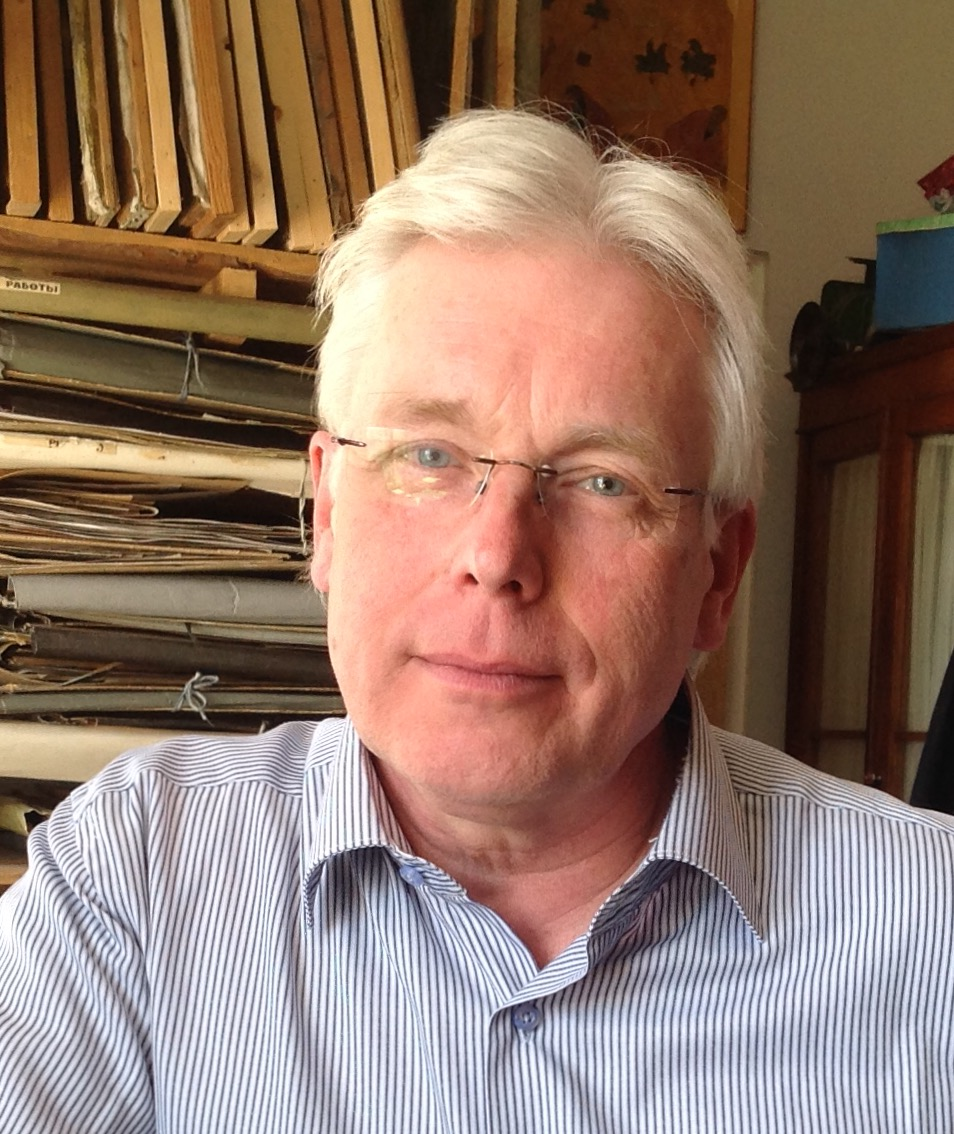
Виктор Бритвин

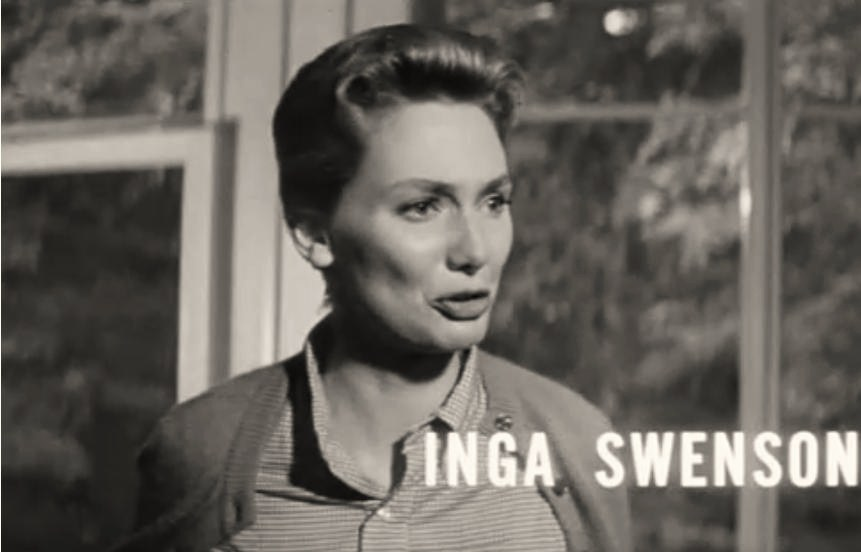
Инга Свенсон

- Айюб, Салахутдин[англ.] (61) — малайзийский политик, депутат парламента, министр сельского хозяйства (2018—2020) и министр внутренней торговли (с 2022)[105].
- Акулова, Наталья Евгеньевна (83) — педагог, доцент, кандидат искусствоведения, театральный деятель. Почётный профессор кафедры режиссуры и мастерства актёра музыкального театра ГИТИСа[106].
- Блэр, Памела[англ.] (73) — американская актриса[107].
- Бритвин, Виктор Глебович (68) — российский художник-иллюстратор, заслуженный художник Российской Федерации (2012)[108].
- Зверев, Виктор Данилович (92) — советский и российский партийный и государственный деятель, первый секретарь Корякского окружкома КПСС (1973—1982)[109].
- Изотов, Михаил Николаевич (67) — советский и российский художник, народный художник Российской Федерации (2008)[110].
- Люстиг, Адриан (69) — румынский писатель и сценарист[111].
- Осис, Янис Андрис[латыш.] (79) — латвийский художник[112].
- Райан, Пэтти (62) — немецкая диско-певица[113].
- Свенсон, Инга (90) — американская актриса и певица[114].
- Танге, Мартин (67) — бельгийский журналист и ведущий новостей[115].
- Тищенко, Константин Николаевич (81) — советский и украинский лингвист, педагог и переводчик[116].
- Цилюрик, Александр Владимирович (58) — советский и российский футболист[117].

## 22 июля

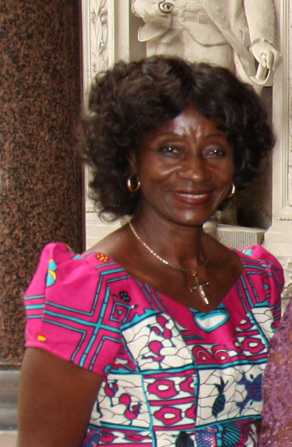
Шерри Айитти

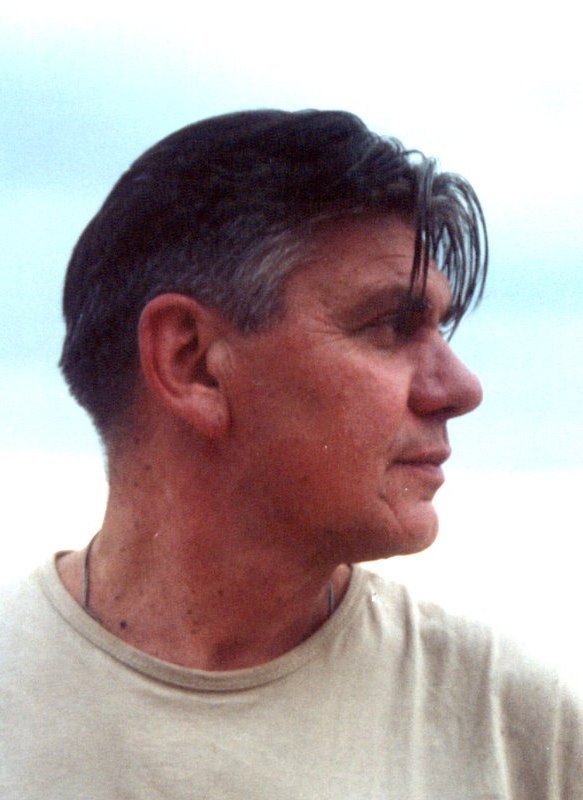
Николай Ващилин

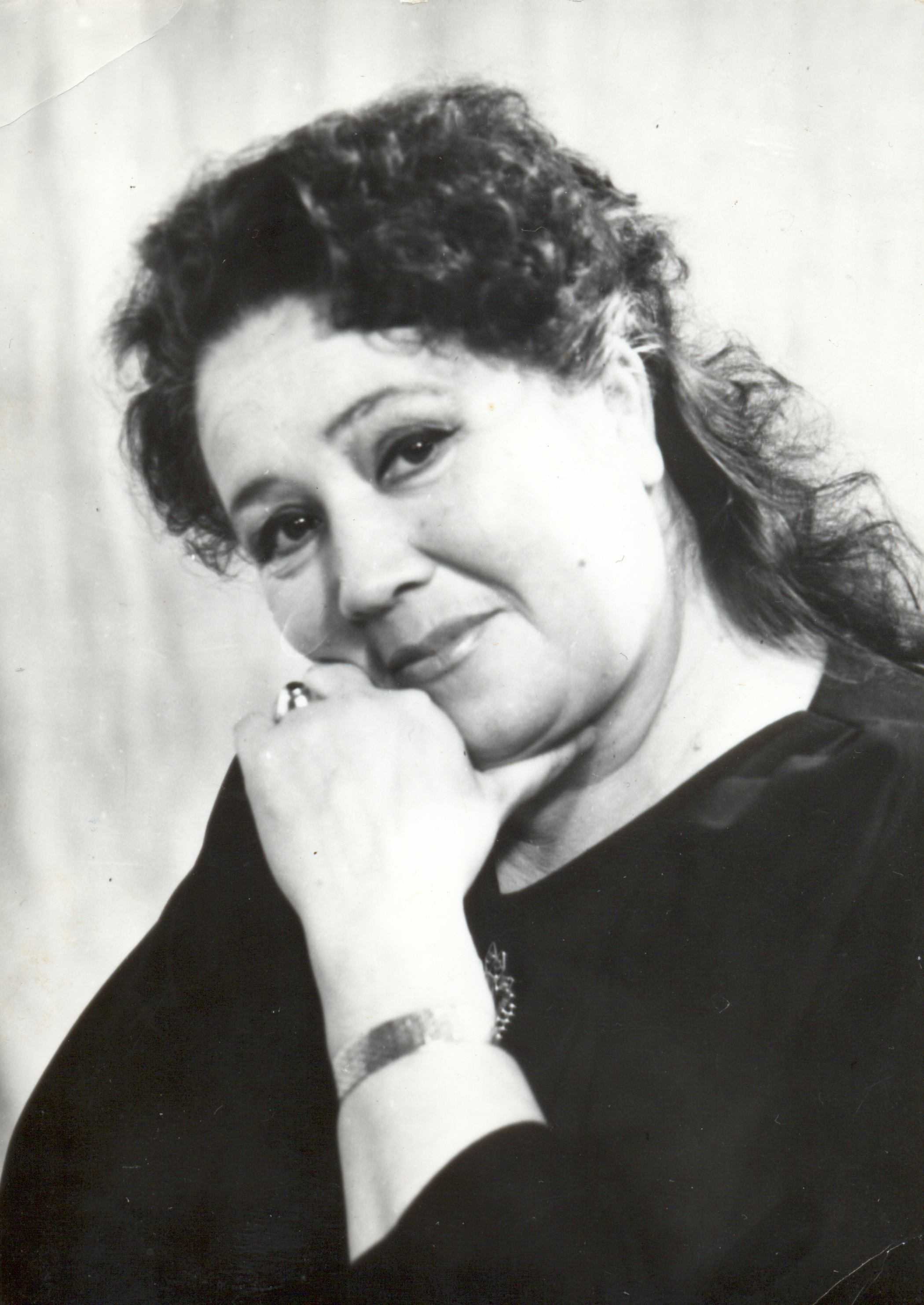
Гульшат Зиязетдинова

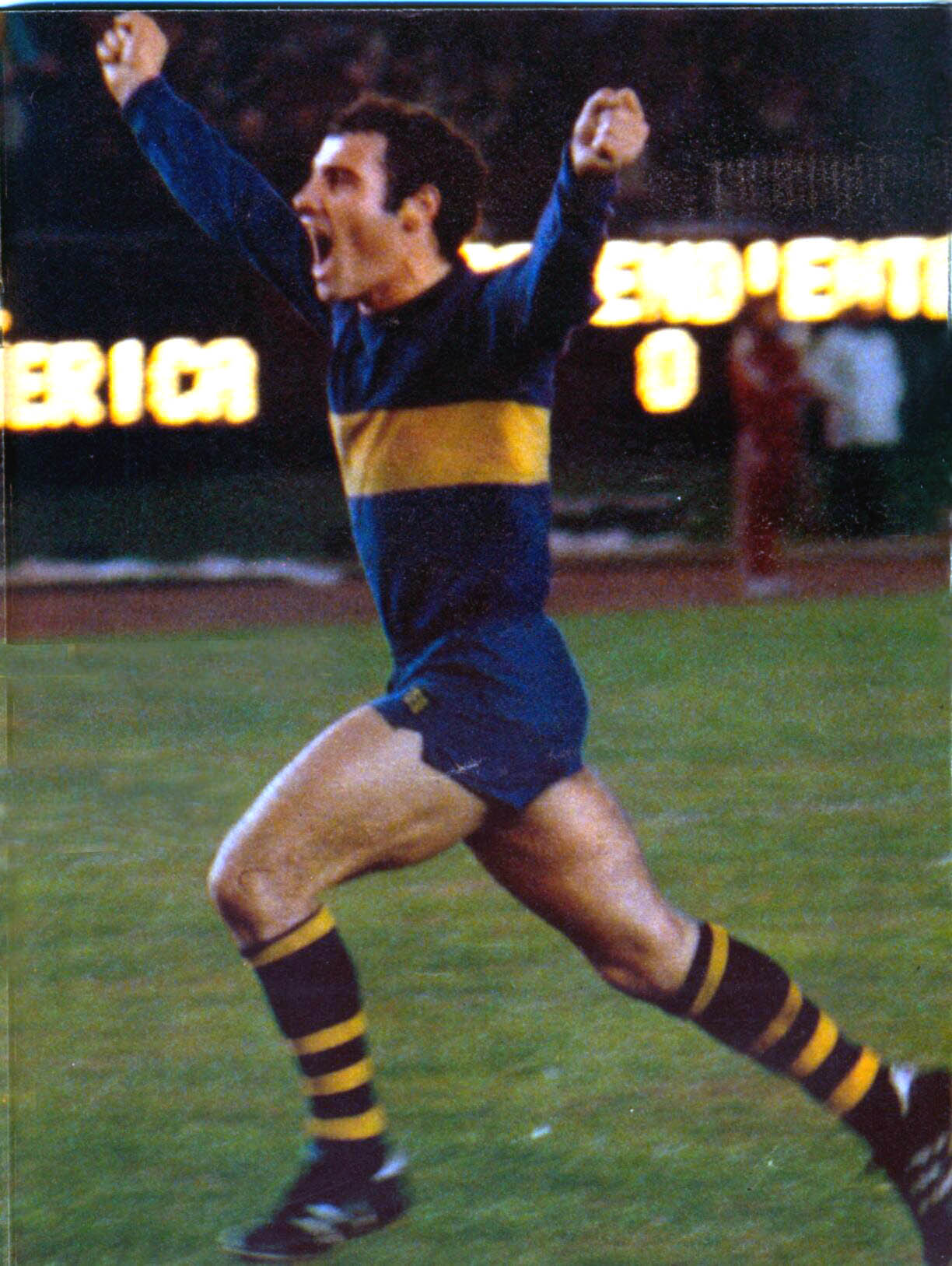
Эрнесто Мастранджело

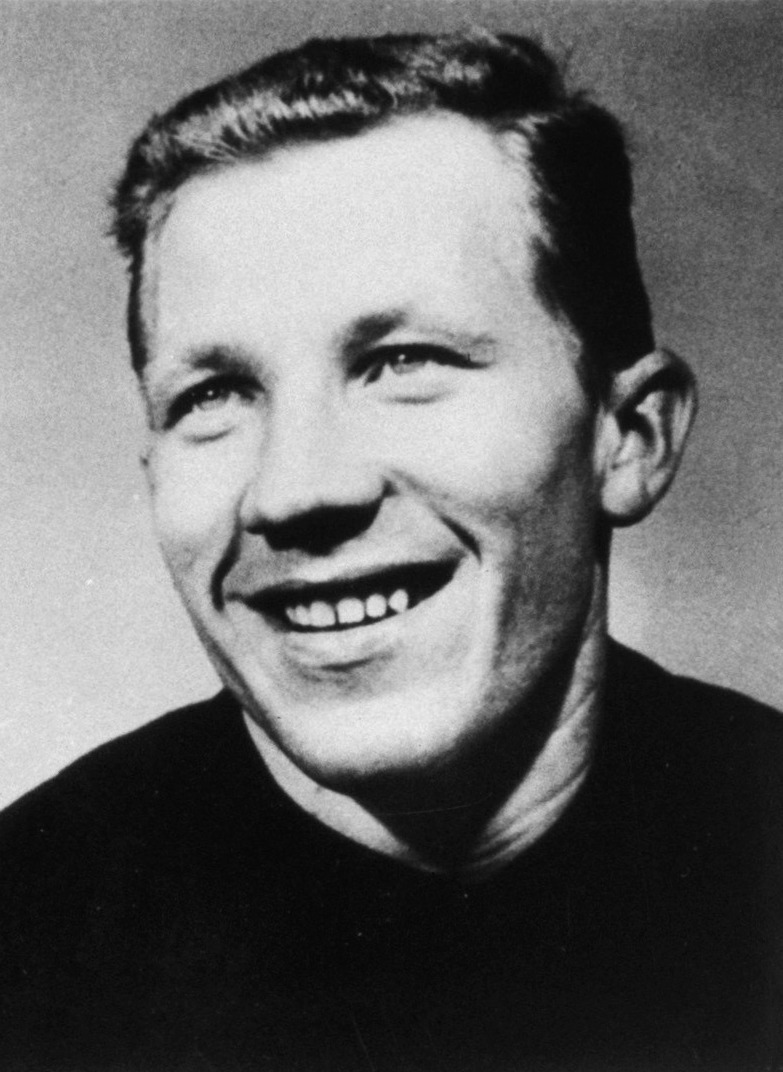
Адольф Шерер

- Айитти, Шерри (75) — ганский политик, министр окружающей среды, науки и технологий (2009—2013), здравоохранения (2013—2014), развития рыболовства и аквакультуры (2014—2017)[118].
- Амшаррат, Хасан (75) — марокканский футболист, чемпион Африки (1976)[119].
- Ващилин, Николай Николаевич (76) — советский и российский профессиональный спортсмен, каскадёр, постановщик трюков[120],
- Вилкелис, Эдуардас[лит.] (70) — литовский политик, министр финансов (1992—1995)[121].
- Гольдони, Лелия[англ.] (86) — американская актриса[122].
- Зиязетдинова, Гульшат Ибрагимовна (75) — советская и российская актриса, народная артистка Республики Башкортостан (2003)[123].
- Лабковский, Эдуард Максович (84) — советский и российский оперный и эстрадный певец, народный артист РСФСР (1988)[124].
- Мастранджело, Эрнесто (75) — аргентинский футболист[125].
- Новакова, Оксана Владимировна (84) — советский и российский историк-востоковед[126].
- Слабунова, Людмила Тарасовна (93) — советская и российская актриса, заслуженная артистка РСФСР (1986)[127].
- Схакумидова, Нуриет Салимовна (101) — советская и российская актриса, заслуженная артистка РСФСР (1959)[128].
- Херманн, Гюнтер (83) — немецкий футболист[129].
- Хилл, Винс[англ.] (89) — британский певец и автор песен[130].
- Хомайди, Карим Аллави[араб.] (95) — иракский футболист[131].
- Черепенников, Антон Андреевич (40) — российский технологический предприниматель, основатель многопрофильной ИТ-группы «ИКС Холдинг»[132].
- Шерер, Адольф (85) — чехословацкий футболист[133].

## 21 июля

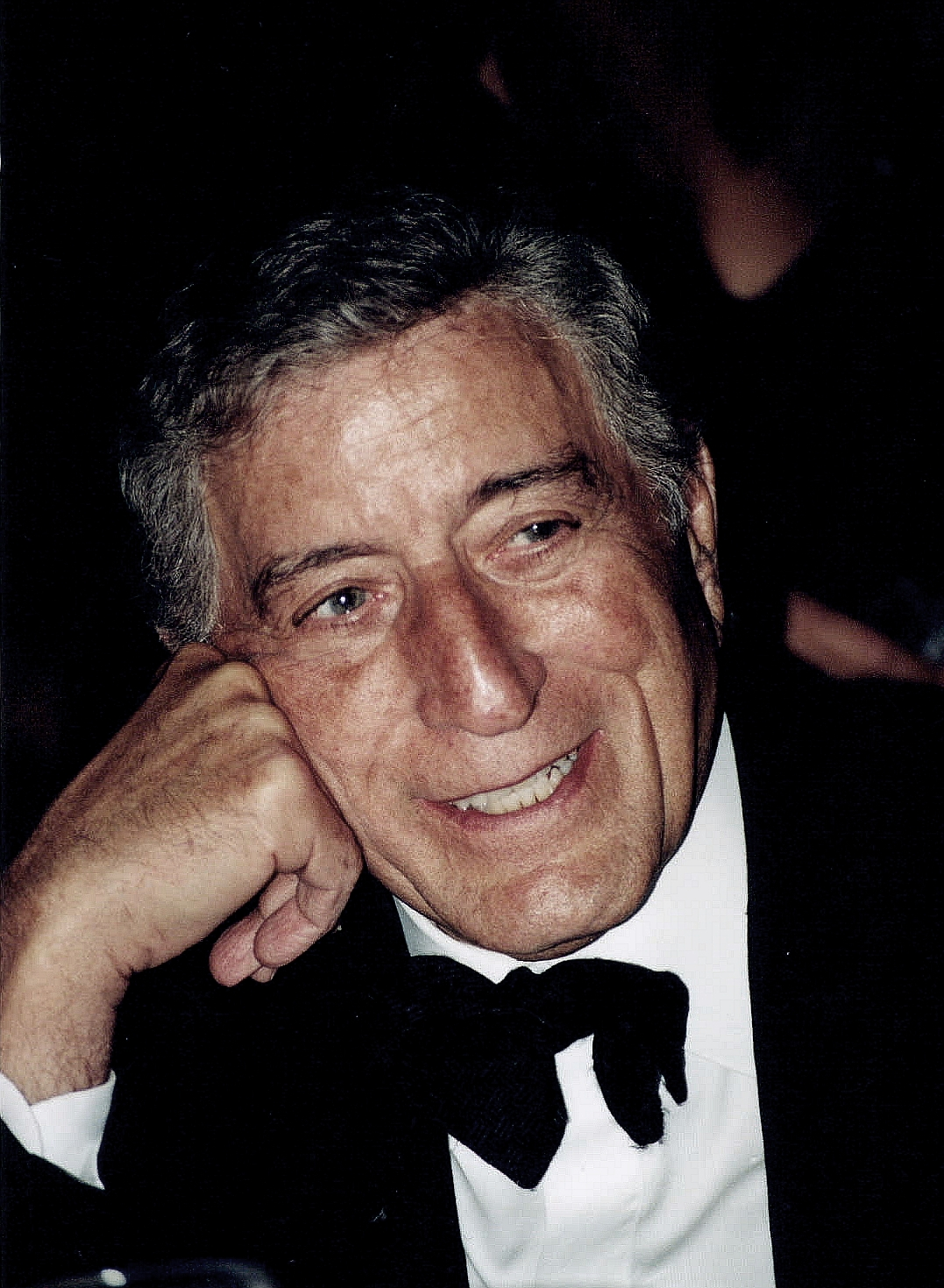
Тони Беннетт

- Беннетт, Тони (96) — американский эстрадный певец, обладатель двадцати премий «Грэмми»[134].
- Гуревич, Александр Викторович (92) — советский и российский физик, академик РАН (2003)[135].
- Кириенко, Александр Иванович (75) — советский и российский хирург, академик РАМН (2011—2013), академик РАН (2013)[136].
- Клуид, Энн[англ.] (86) — британский политик, депутат Парламента (1984—2019), депутат Европарламента (1979—1984)[137].
- Кудряков, Игорь Владимирович (63) — российский миллиардер[138].
- Майниель, Жюльет (87) — французская актриса[139].
- Марта, Пётр Иокимович (70) — советский борец вольного стиля, чемпион Европы (1977, 1978), чемпион СССР (1978), призёр чемпионата мира, мастер спорта СССР международного класса (1975)[140].
- О’Нилл, Брайан[англ.] (94) — канадский спортивный функционер[141].
- Ослер, Марчелло[итал.] (77) — итальянский велогонщик[142].
- Санеи, Хасан (89) — иранский шиитский религиозный деятель и политик[143].
- Техира, Джейн[англ.] (95) — новозеландская баскетболистка и хоккеистка на траве[144].
- Урриола, Малу[исп.] (56) — чилийская поэтесса[145].

## 20 июля

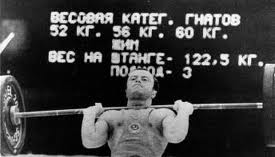
Адам Гнатов

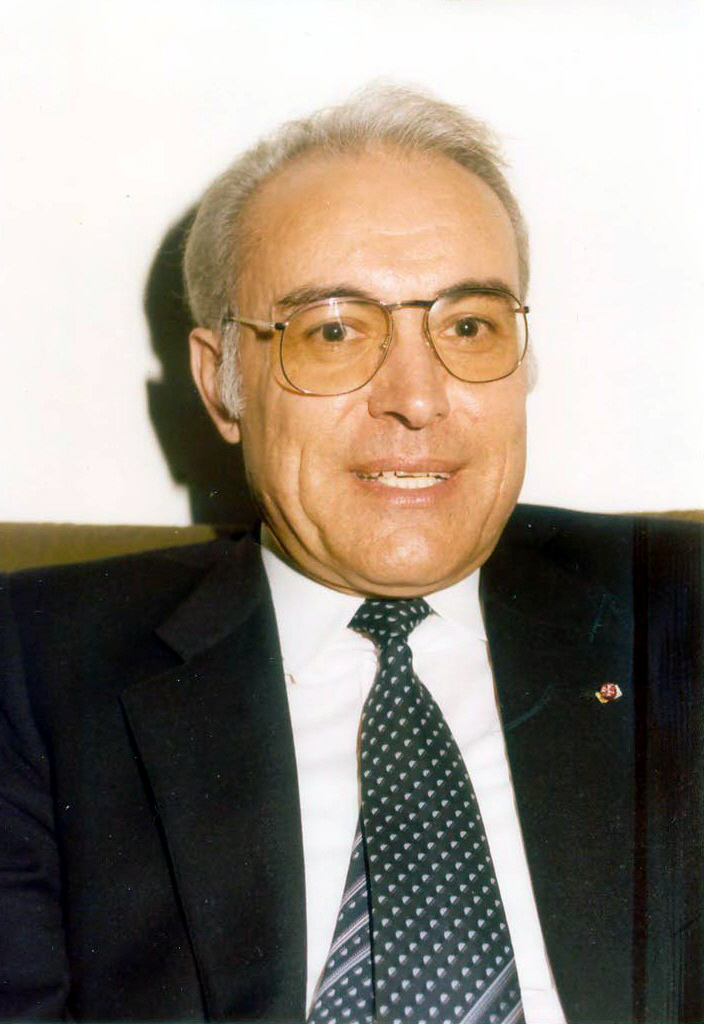
Рашид Сфар

- Бабаева, Натаван[азерб.] (45) — азербайджанская телеведущая и журналист[146].
- Беда, Арно[фр.] (58) — швейцарский журналист и писатель[147].
- Бисвас, Манджур Рахман[бенг.] (73) — бангладешский политический деятель, депутат парламента (1988—1990)[148].
- Виндинг, Ромен (71) — французский кинооператор[149].
- Гедди, Билл[англ.] (68) — американский телевизионный продюсер, лауреат премии «Эмми»[150].
- Гнатов, Адам Казимирович (78) — советский тяжелоатлет, многократный рекордсмен мира в наилегчайшем весе[151].
- Дамерини, Массимилиано (71) — итальянский пианист и композитор[152].
- Дан, Матей-Агафон[рум.] (73) — румынский политический деятель, депутат парламента (1992—2004), министр развития, общественных работ и управления (1992—1996)[153].
- Новосел, Мирко[хорв.] (85) — югославский и хорватский баскетболист и тренер[154].
- Смит, Тео[нидерл.] (72) — нидерландский профессиональный шоссейный велогонщик[155].
- Сфар, Рашид (89) — тунисский политический и государственный деятель, министр обороны (1979—1980), министр финансов (1986), премьер-министр (1986—1987)[156].
- Фернандо, Мерилл[англ.] (93) — шри-ланкийский бизнесмен, основатель чайной компании «Дилма»[157].
- Хаутала, Ханну (82) — финский фотограф[158].

## 19 июля

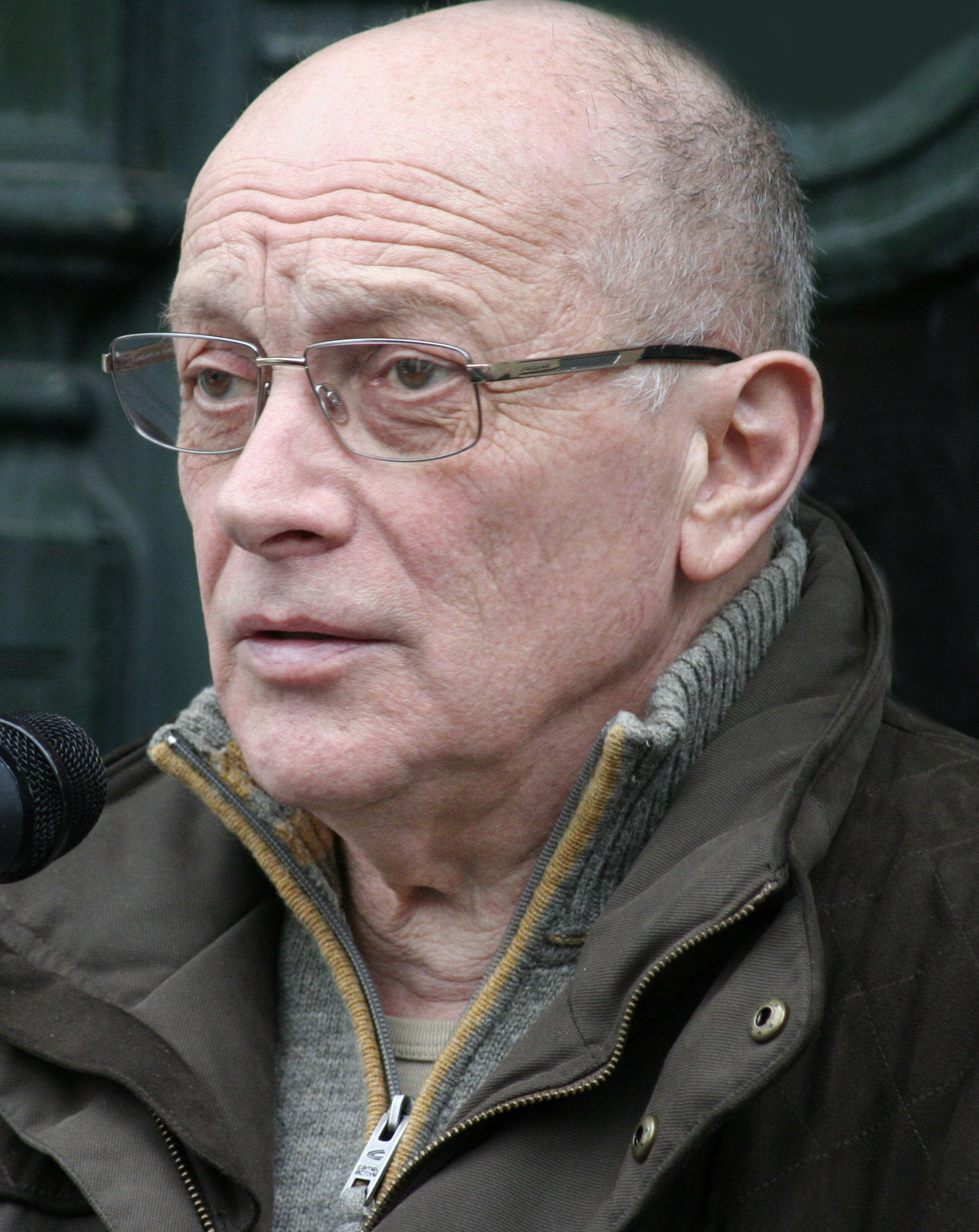
Лайош Балажович

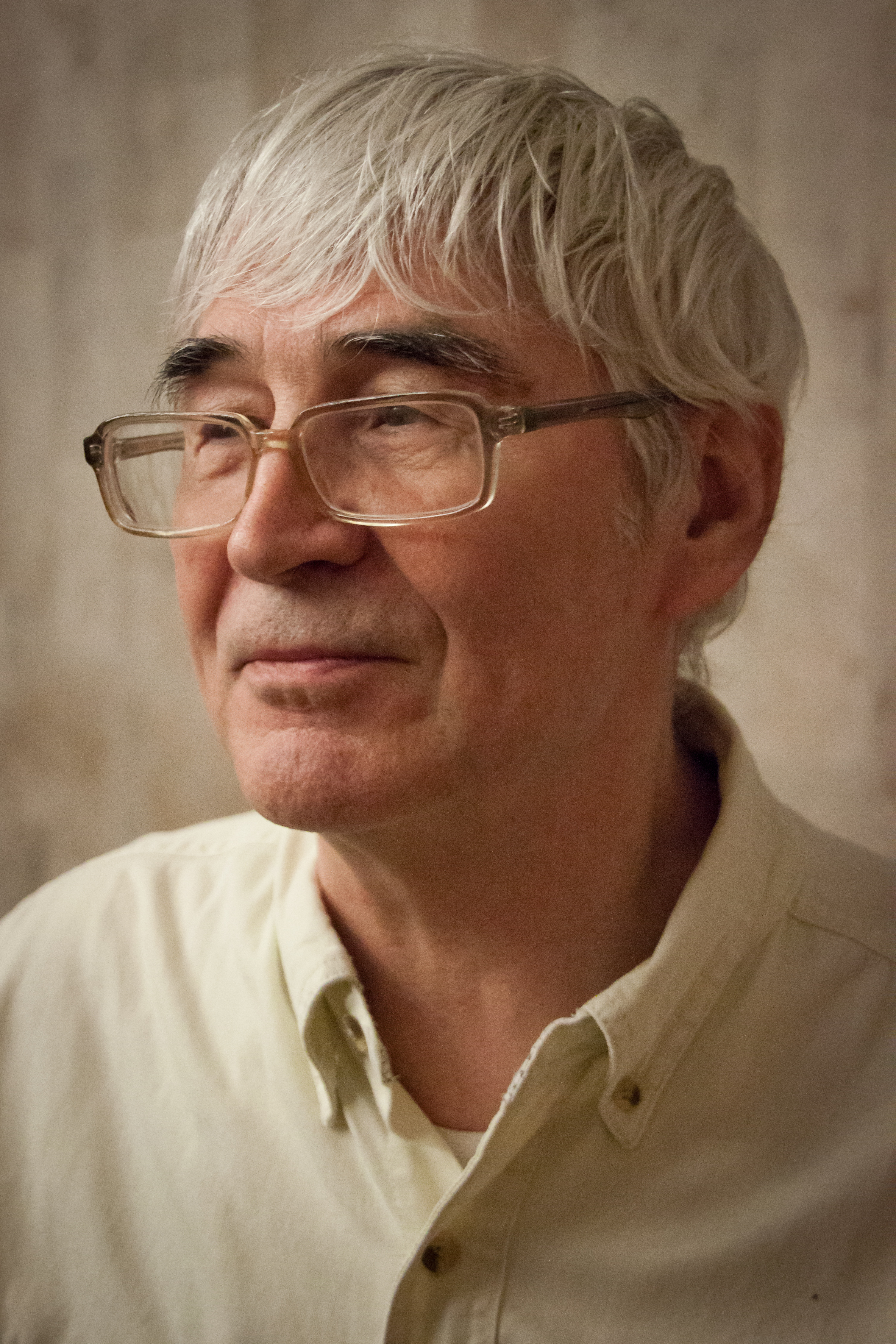
Юрий Косаговский

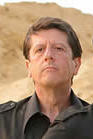
Андреа Пургатори

- Балажович, Лайош (76) — венгерский актёр[159].
- Баранов, Владимир Олегович (72) — советский и российский актёр театра, заслуженный артист РСФСР (1984)[160].
- Валюлис, Ремигиюс (64) — советский и литовский легкоатлет, чемпион летних Олимпийских игр в Москве (1980), заслуженный мастер спорта СССР (1980)[161].
- Душ Сантуш, Энрике (89) — бразильский футболист[162].
- Каримов, Толиб Рауфович (83) — советский и узбекский актёр, народный артист Узбекской ССР (1987)[163].
- Козаев, Георгий Сафонкаевич (84) — советский и российский политический и хозяйственный деятель, народный депутат РСФСР/РФ (1990—1993), ректор ГГАУ (1982—1994)[164].
- Косаговский, Юрий Юрьевич (81) — советский и российский художник и композитор[165].
- Мартиросян, Вилен Арутюнович (82) — советский и украинский военнослужащий и политик, генерал-лейтенант, народный депутат СССР (1989—1991)[166].
- Пургатори, Андреа (70) — итальянский журналист, сценарист и актёр[167].
- Розова, Ирина Анатольевна (65) — советская и литовская журналистка и политик, депутат Сейма (2006—2008, 2012—2020)[168].
- Томас, Марк[англ.] (67) — британский композитор[169].
- Товар, Ноора[исп.] (55) — колумбийский политический деятель, сенатор (2014—2018); авиакатастрофа[170].
- Фюзеши, Тибор[венг.] (94) — венгерский политик и юрист, министр гражданских и разведывательных служб (1992—1994)[171].
- Циммер, Маттиас[нем.] (62) — немецкий писатель и политик, депутат Бундестага (2009—2021)[172].

## 18 июля

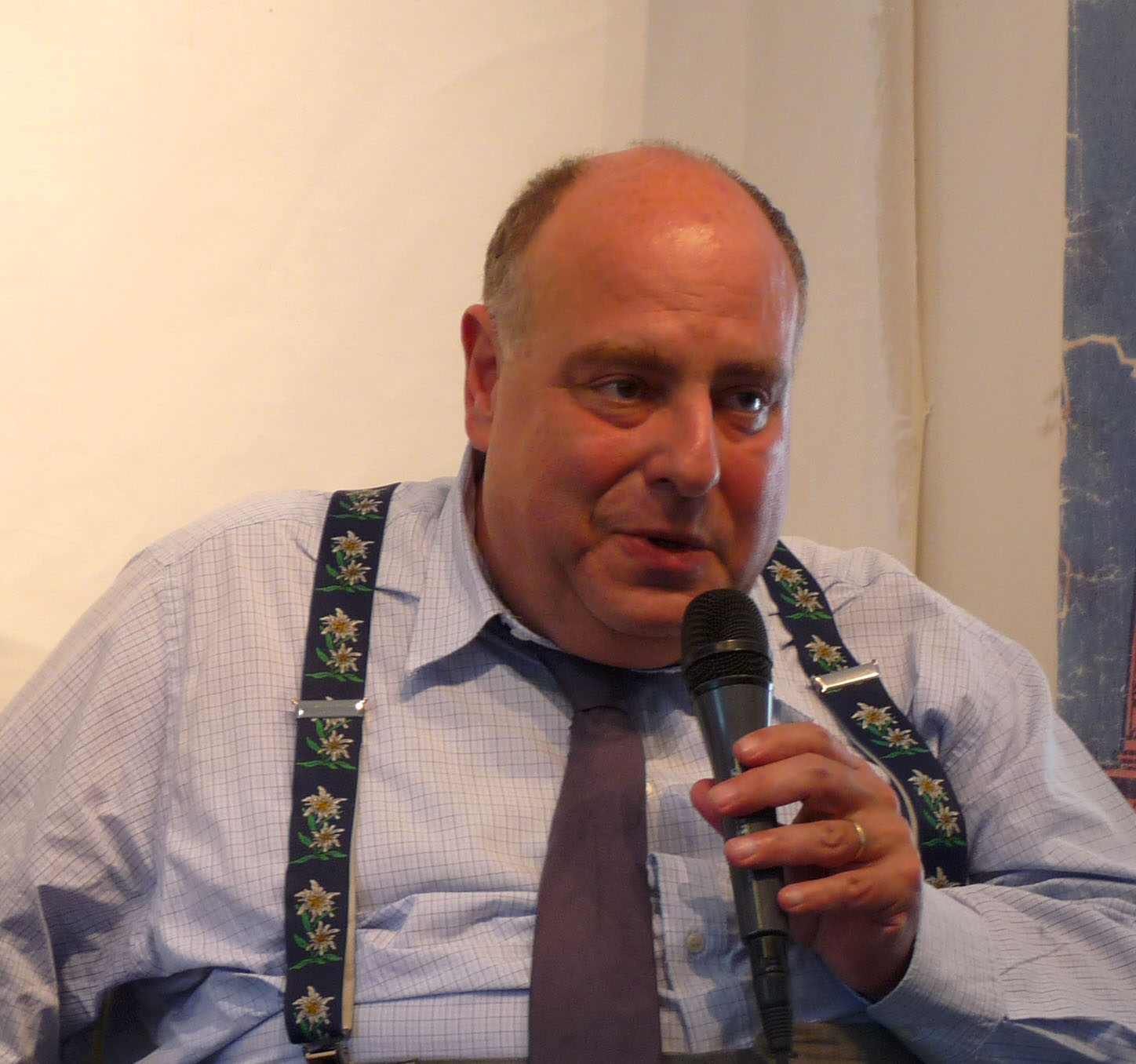
Александр Адлер

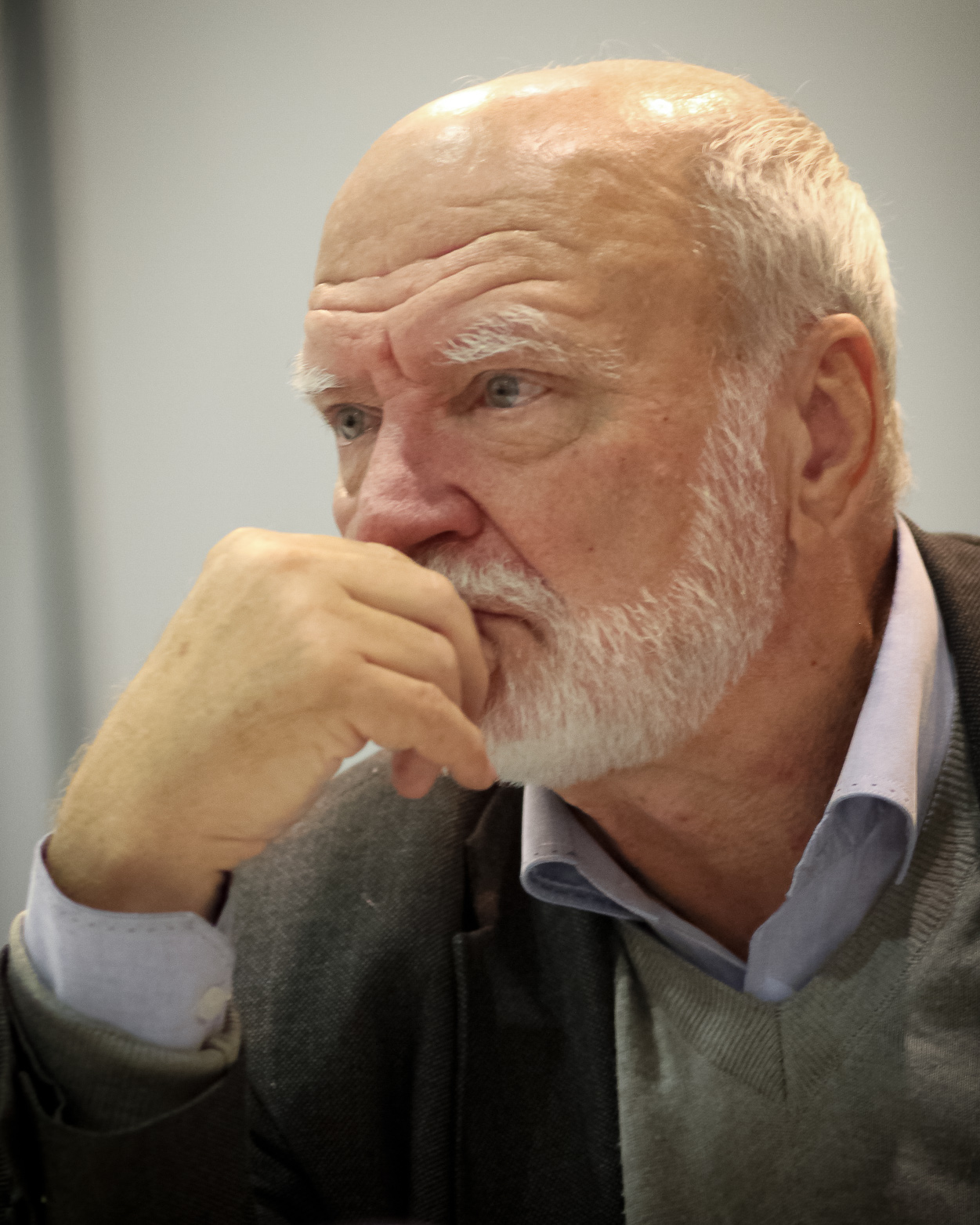
Виктор Пронин

- Адлер, Александр (72) — французский историк и журналист[173].
- Бакьенга, Пол Камуза[англ.] (79) — угандийский католический прелат, епископ (1981—1999) и архиепископ Мбарары (1999—2020)[174].
- Батищев, Борис Михайлович (96) — советский железнодорожник, Герой Социалистического Труда (1959)[175].
- Джексон, Гомер (63) — американский серийный убийца[176].
- Ёкота, Синтаро[яп.] (28) — японский бейсболист[177].
- Калайджиева, Константинка[болг.] (101) — болгарская деятельница культуры, директор Национальной библиотеки Святых Кирилла и Мефодия (1965—1983)[178].
- Клоттер, Кристоф (67) — немецкий психолог питания и психотерапевт (о смерти объявлено в этот день)[179].
- Пронин, Виктор Алексеевич (84) — советский и российский писатель и журналист, представитель детективного жанра[180].
- Б. Сатхианатхан[англ.] (65) — малайзийский футболист и тренер[181].
- Сильвер, Стю[англ.] (76) — американский актёр[182].
- Хеллауэлл, Майк (85) — английский футболист[183].

## 17 июля

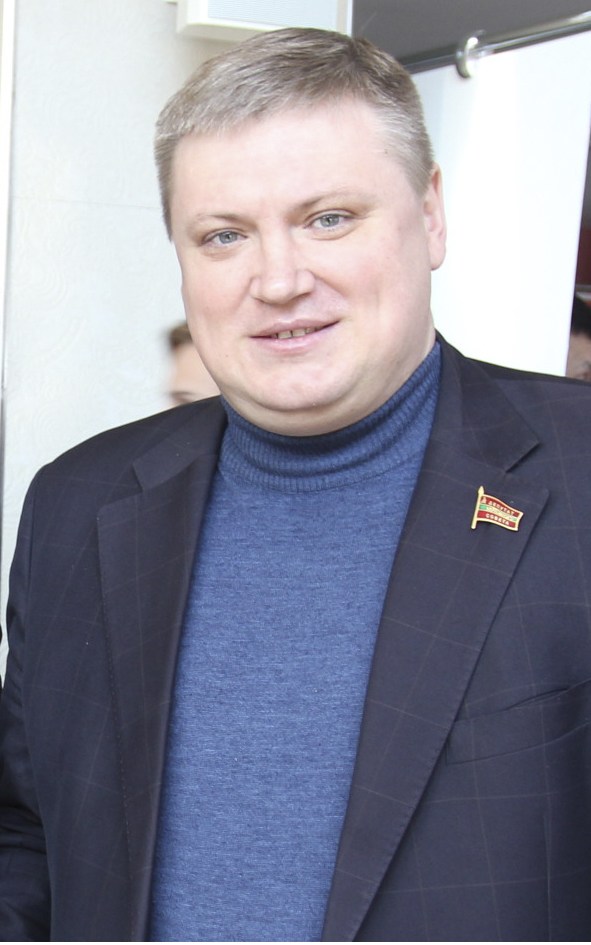
Олег Хоржан

- Будзински, Робер (83) — французский футболист[184].
- Быстров, Сергей Иванович (63) — советский и украинский шахтёр, Герой Украины (2007)[185].
- Георгиу, Валентин[рум.] (95) — румынский пианист и композитор[186].
- Грещак, Богдан Михайлович (79) — советский футболист и футбольный тренер[187].
- Де Оливейра, Вандерлей Эустакио (73) — бразильский футболист и футбольный тренер[188].
- Енчмык, Лех[пол.] (87) — польский писатель, публицист и эссеист[189].
- Зрюкин, Владимир Васильевич (83) — российский деятель образования, ректор ИГТА (1997—2007)[190].
- Иванов, Денис Евгеньевич (42) — российский военный деятель, Герой России (2023; посмертно); убит[191].
- Латор, Ласло[венг.] (95) — венгерский поэт и литературный переводчик[192].
- Маркс, Сью[нем.] (92) — американский режиссёр-документалист, лауреат премии «Оскар» (1987)[193].
- Мхеидзе, Омар[груз.] (88) — советский и грузинский танцовщик и актёр, народный артист Грузинской ССР (1971)[194].
- Нарликар, Мангала[англ.] (80) — индийский математик[195].
- Панасюк, Владимир Васильевич (97) — советский и украинский материаловед, академик АН УССР / НАНУ (1978)[196].
- Флирль, Бруно[англ.] (96) — немецкий архитектор[197].
- Хендель, Рудольф (75) — восточногерманский дзюдоист, чемпион Европы (1970, 1971)[198].
- Хоржан, Олег Олегович (47) — приднестровский политический и общественный деятель, депутат Верховного совета (2010—2019), глава Коммунистической партии (2003—2018); убийство[199].
- Шматов, Юрий Анисимович (85) — советский и российский политический деятель, спикер Законодательного собрания Псковской области (1994—2004), член Совета Федерации (1994—2001)[200].

## 16 июля

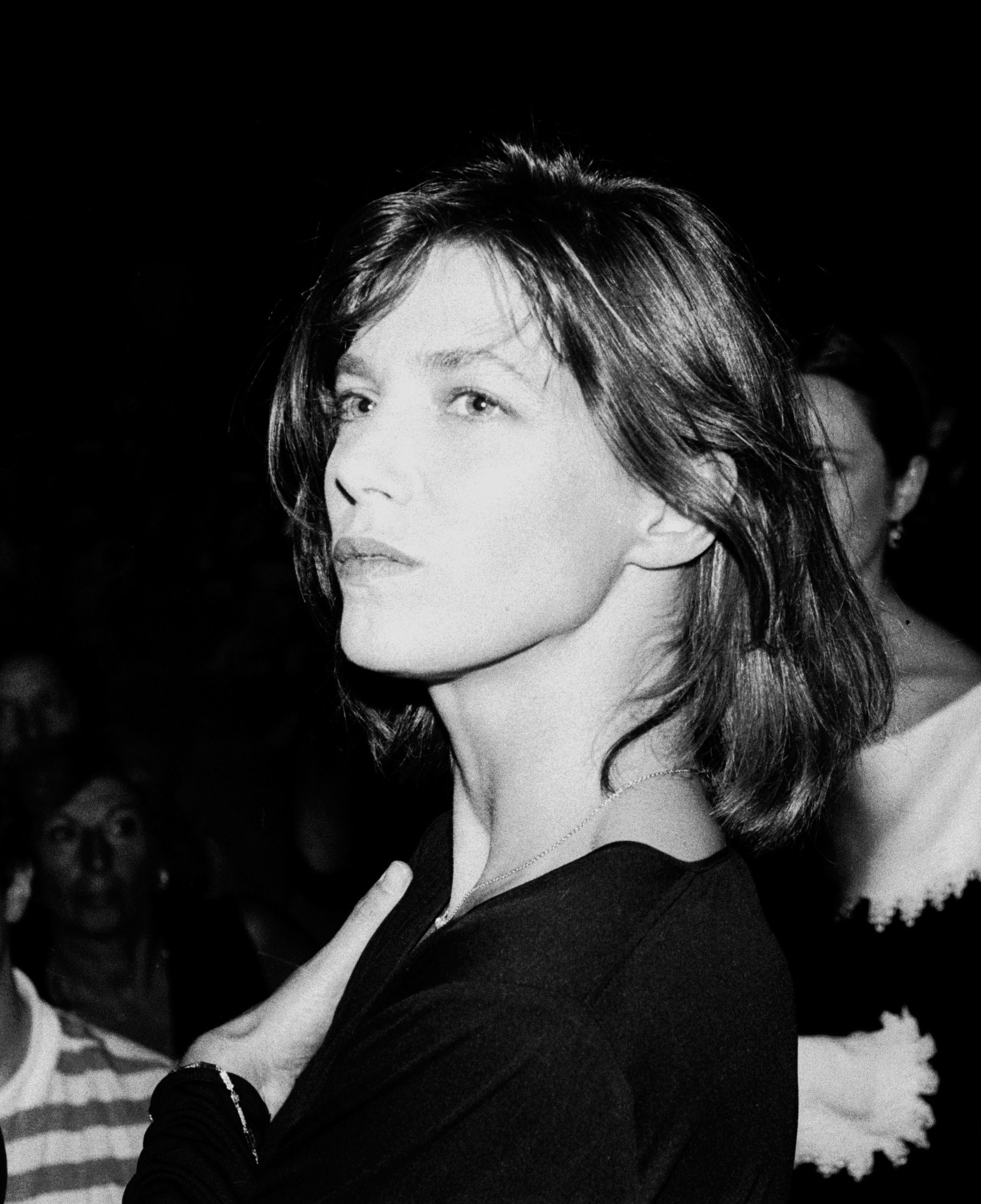
Джейн Биркин

- Беттацци, Луиджи[итал.] (99) — итальянский католический прелат, епископ Ивреа (1966—1999)[201].
- Биркин, Джейн (76) — англо-французская певица и актриса[202].
- Браке, Даниэль[нидерл.] (76) — бельгийский певец и актёр[203].
- Валькевич, Войцех[пол.] (84) — польский тренер по велоспорту и спортивный функционер[204].
- Джелатов, Николай[болг.] (78) — болгарский тренер по боксу, тренер национальной сборной Болгарии[205].
- Исаева, Ирина Сергеевна (88) — советский и российский научный деятель и садовод[206].
- Квашис, Виталий Ефимович (85) — советский и российский юрист, заслуженный деятель науки Российской Федерации; самоубийство[207].
- Лопес, Эусебио Кинтеро (113) — колумбийский супердолгожитель[208].
- Митник, Кевин (59) — американский консультант по компьютерной безопасности, писатель и бывший компьютерный хакер[209].
- Франкфурт, Гарри[англ.] (94) — американский философ[210].
- Хинкеламмерт, Франц Йозеф[нем.] (91) — немецкий и латиноамериканский философ и публицист[211].
- Целлер, Бибиана[нем.] (95) — австрийская актриса[212].
- Богатыренко, Владислав Николаевич (23) — украинский военнослужащий, солдат, участник российско-украинской войны, Герой Украины (2024, посмертно): умер от ран.

## 15 июля

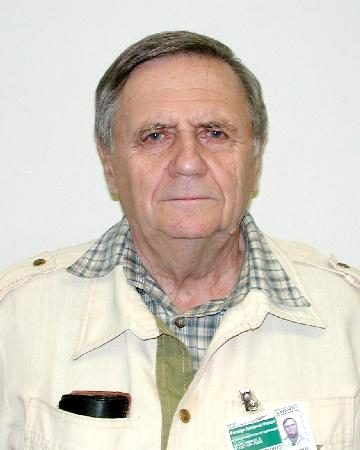
Сергей Годунов

- Годинью, Витор (78) — португальский футболист[213].
- Годунов, Сергей Константинович (93) — советский и российский математик, академик РАН (1994)[214].
- Декер, Мари-Лаура де[фр.] (75) — французский фотограф[215].
- Ибаньес Талавера, Франсиско[исп.] (87) — испанский писатель, художник комиксов и анимации[216].
- Лемзенко, Кир Георгиевич (90) — советский и российский военачальник, начальник управления кадров ГРУ СССР (1986—1990), вице-адмирал (1988)[217].
- Макмиллан, Билли[англ.] (80) — канадский хоккеист и тренер, бронзовый призёр зимних Олимпийских игр 1968 года[218].
- Малкольм, Дерек[англ.] (91) — британский кинокритик и историк[219].
- Манц, Джон (77) — американский прелат католической церкви, вспомогательный епископ Чикагской архиепархии (1996—2021)[220].
- Мастилович, Даница[нем.] (89) — югославская и немецкая оперная певица (сопрано)[221].
- Михайлов, Виктор Васильевич (84) — советский и российский авиастроитель, генеральный директор закрытого акционерного общества «Авиастар-СП» (2001—2008)[222].
- Солдатенко, Вениамин Васильевич (84) — советский легкоатлет, чемпион мира (1976), заслуженный мастер спорта СССР (1971)[223].
- Соу, Абдурахман[фр.] (81) — сенегальский политик, министр внутренних дел (1995—1998)[224].
- Хакала, Юрьё[англ.] (91) — финский хоккеист[225].
- Хелмрих, Леонард Ретел[нидерл.] (63) — нидерландский режиссёр и сценарист[226].
- Хираяма, Пётр Такааки (99) — японский католический прелат, епископ Оиты (1969—2000)[227].

## 14 июля

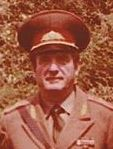
Ян Люфи

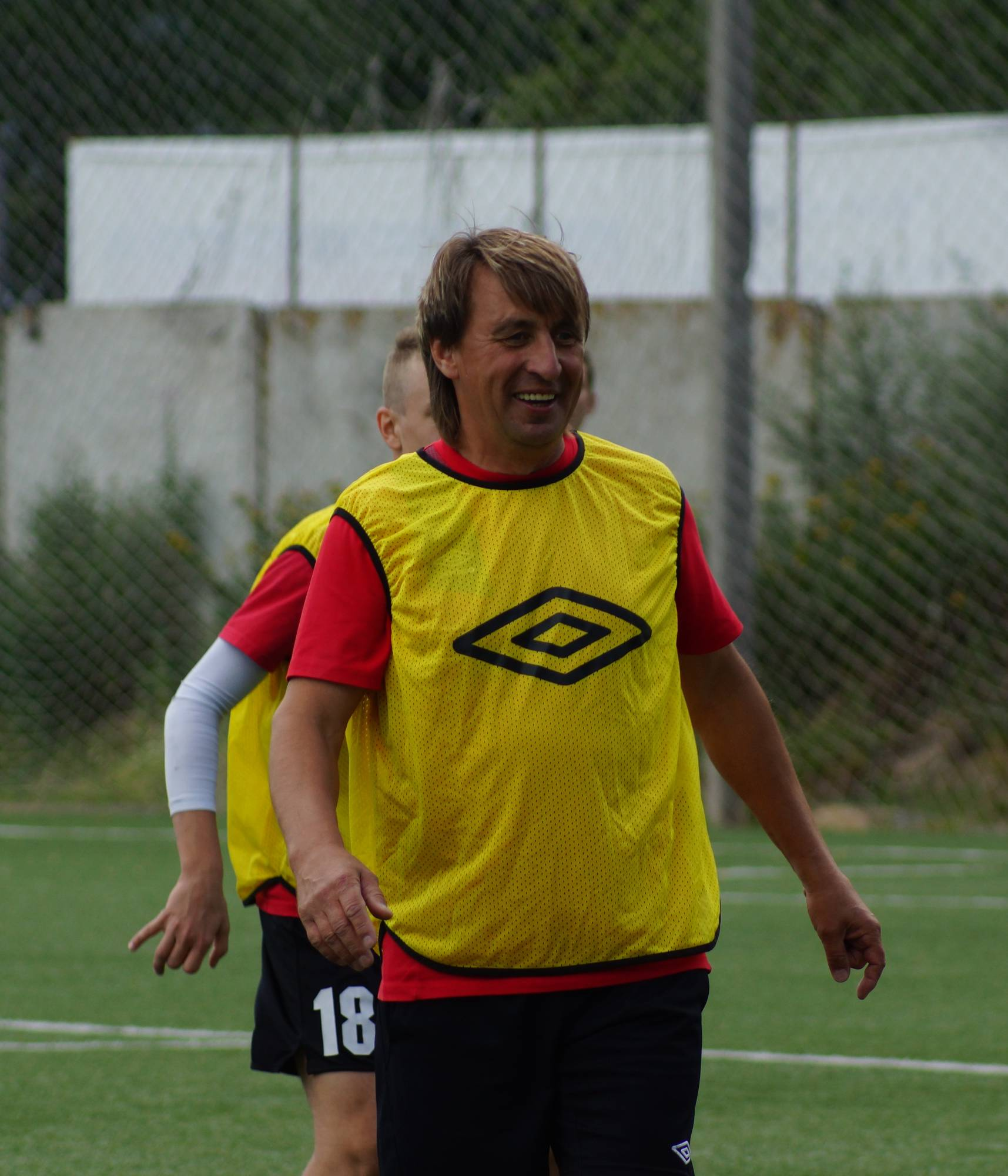
Владимир Силованов

- Бенедикт, Ник[англ.] (77) — американский актёр[228].
- Грбич, Предраг[серб.] (58) — сербский актёр[229].
- Гринберг, Марк Самуилович (69) — российский переводчик[230].
- Дусек, Михаэль[нем.] (64) — немецкий футболист[231].
- Климчак, Казимеж[пол.] (109) — польский офицер, участник Второй мировой войны[232].
- Люфи Ян Кичо (92) — советский военачальник, генерал-майор (1983)[233].
- Мусаев, Мадер Алескер оглы (75) — азербайджанский государственный и политический деятель, депутат Милли меджлиса Азербайджана (с 1995)[234].
- Портнов, Владимир Михайлович (82) — советский, израильский и российский режиссёр и актёр[235].
- Релла, Франко[итал.] (79) — итальянский философ[236].
- Серёгин, Сергей Николаевич (56) — российский режиссёр-аниматор[237].
- Силованов, Владимир Михайлович (56) — российский футболист и футбольный тренер[238].
- Хилле, Георг[норв.] (99) — норвежский протестантский прелат, епископ Хамара (1974—1993)[239].
- Эшенмозер, Альберт (97) — швейцарский химик[240].

## 13 июля

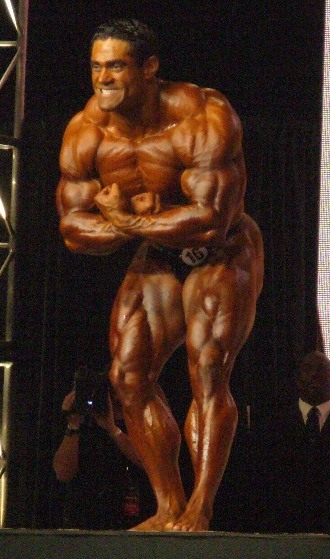
Густаво Бадель

- Амарал, Сержиу[порт.] (79) — бразильский политик и дипломат, министр индустрии и внешней торговли (2001—2003), посол Бразилии в США (2016—2019)[241].
- Бадель, Густаво (50) — венесуэльский профессиональный бодибилдер[242].
- Гарланд, Крис (74) — английский футболист[243].
- Глинн, Карлин[англ.] (83) — американская киноактриса[244].
- Джонс, Юэн[англ.] (63) — австралийский политический деятель, депутат Парламента (2010—2016)[245].
- Калиян, Джаин[англ.] (88) — индийский политик, депутат Лок сабхи (1977—1979)[246].
- Крэчун, Ион[рум.] (67) — румынский гандболист и тренер[247].
- Флемминг, Марилиз[нем.] (89) — австрийская политическая деятельница, депутат Европарламента (1996—2004)[248].
- Храмцов, Андрей Георгиевич (87) — советский и российский учёный в области технологий глубокой переработки молочного сырья, академик РАСХН (1993), академик РАН (2013)[249].
- Чаплин, Джозефина (74) — американская актриса, дочь режиссёра Чарли Чаплина[250].

## 12 июля

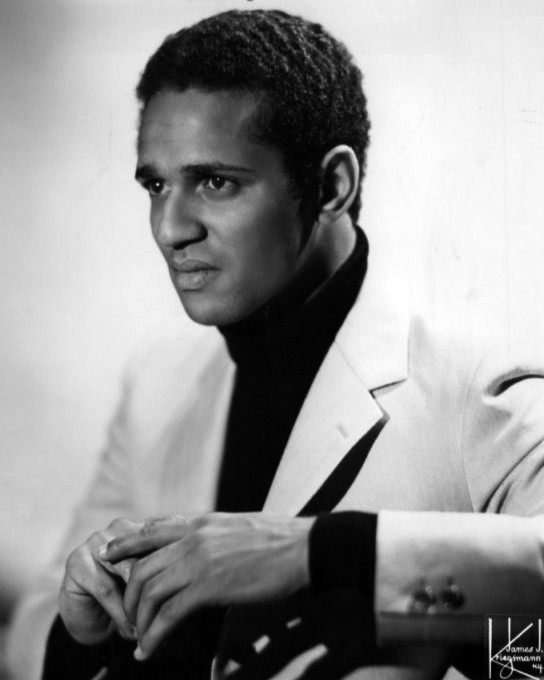
Андре Уоттс

- Байшаков, Сеильда Икрамович (72) — советский и казахский футболист и футбольный тренер[251].
- Гладнев, Анатолий Иванович (83) — советский и российский актёр театра, народный артист Российской Федерации (1997)[252].
- Голдберг, Дэниэл[англ.] (74) — канадский сценарист и продюсер[253].
- Джобе, Маба (59) — гамбийский политик, министр иностранных дел (2006)[254].
- Кёстер, Ник (34) — южноафриканский регбист[255].
- Маршалова, Лариса Владимировна (44) — белорусская актриса[256].
- Неттлтон, Джон[англ.] (94) — британский актёр[257].
- Нетушил, Милослав[чеш.] (77) — чешский спортивный гимнаст, участник Олимпийских игр (1968, 1972, 1976)[258].
- Рючелл[англ.] (27) — японский актёр, певец и модель; самоубийство[259].
- Симонис, Хайде[нем.] (80) — немецкий государственный деятель, премьер-министр Шлезвиг-Гольштейна (1993—2005)[260].
- Томшич, Мариан[словен.] (83) — словенский писатель[261].
- Уоттс, Андре (77) — американский пианист, лауреат премии «Грэмми»[262].
- Ферретти, Фернандо (69) — бразильский тренер по мини-футболу[263].
- Щёкин, Александр Кимович (65) — российский физик, член-корреспондент РАН (2016)[264].
- Этемади, Раджаб Али[перс.] (89) — иранский писатель[265].

## 11 июля

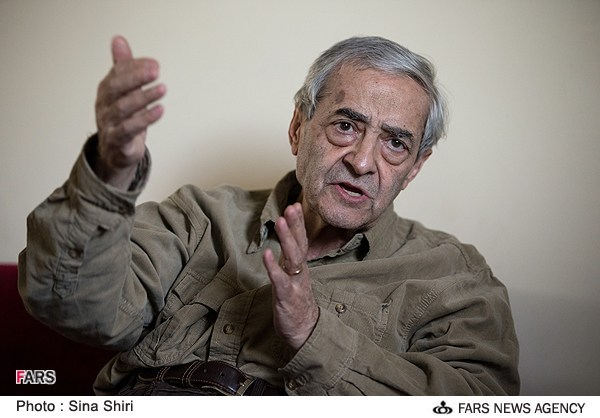
Ахмадреза Ахмади

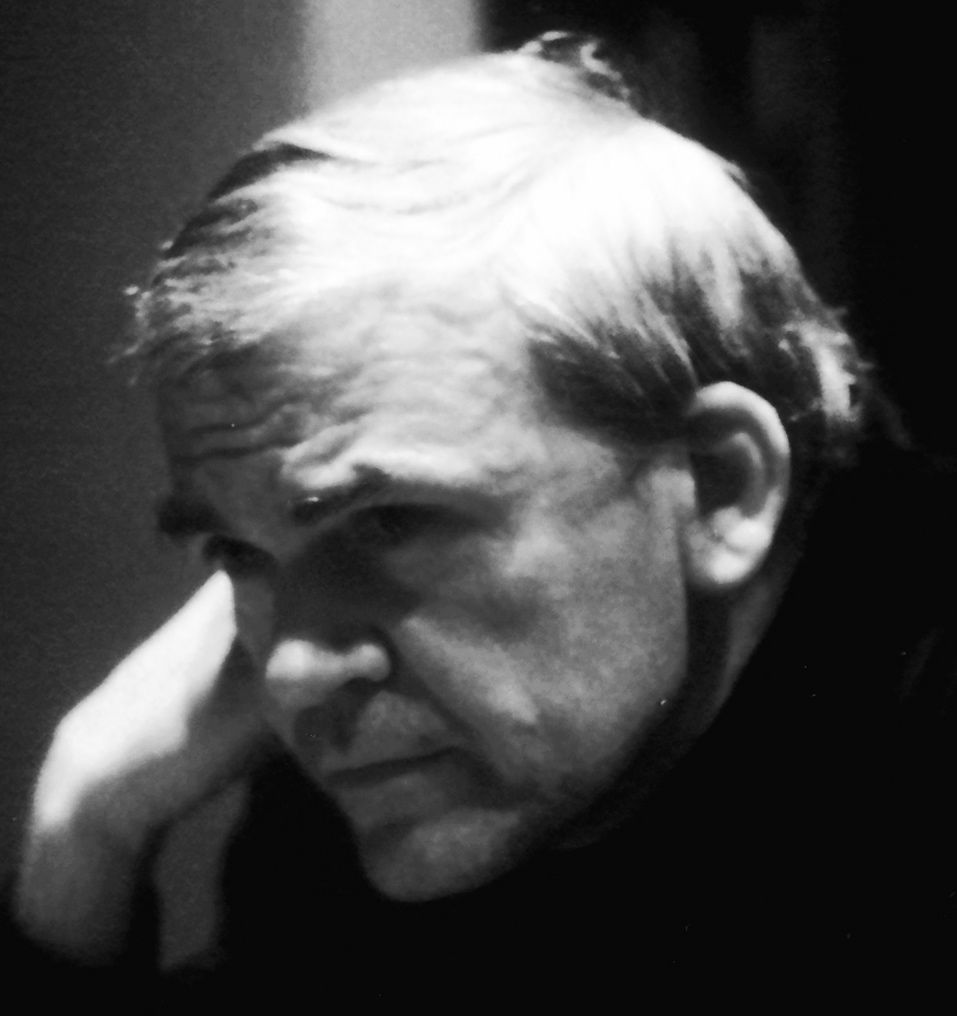
Милан Кундера

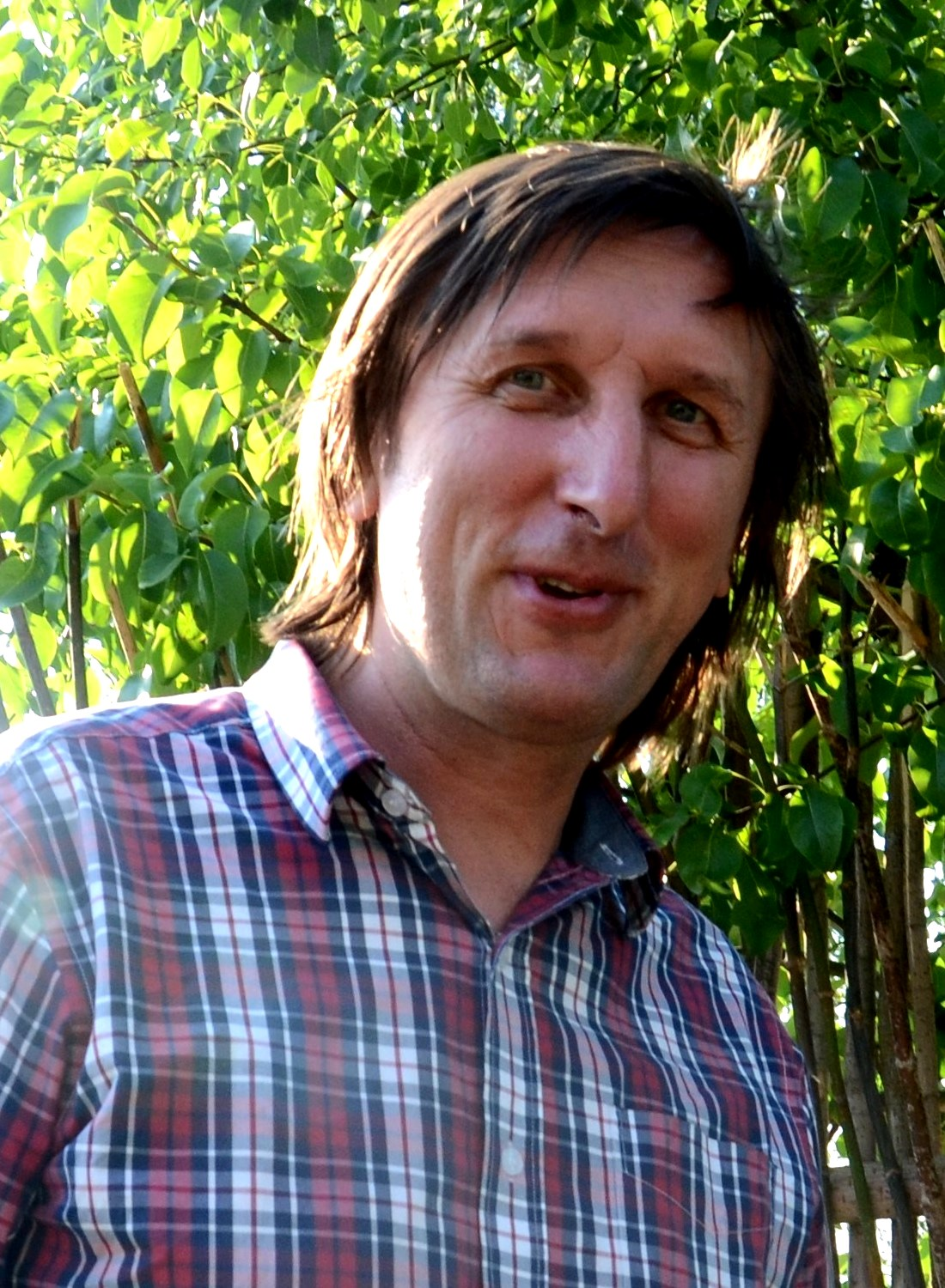
Алесь Пушкин

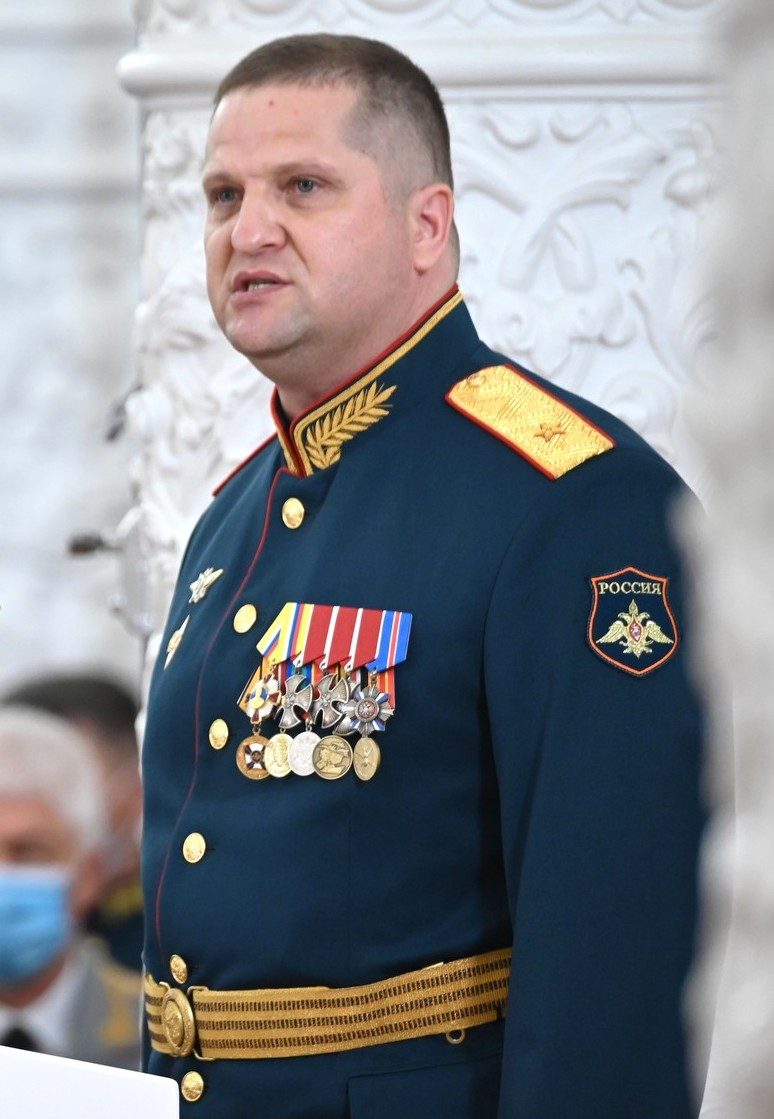
Олег Цоков

- Армстронг, Джордж[англ.] (60) — британский актёр[266].
- Ахмади, Ахмадреза (83) — иранский поэт и сценарист[267].
- Берналь Варгас, Хорхе[исп.] (94) — мексиканский католический прелат, епископ Канкун-Четумаля (1973—2004)[268].
- Байзаков, Сайлау Байзакович (85) — советский и казахстанский экономист[269].
- Белов, Дмитрий Фёдорович (80) — советский и российский тренер по плаванию, президент Всероссийской федерации плавания (1991—1992)[270].
- Бутов, Владимир Вадимович (78) — советский футболист и футбольный тренер[271].
- Гаро, Филипп[англ.] (74) — бельгийский футболист[272].
- Гнаналингам[англ.] (78) — малайзийский бизнесмен, председатель Вест Порт[англ.] (с 2013)[273].
- Иванов, Дмитрий Алексеевич (52) — советский и российский футболист и футбольный тренер[274].
- Кундера, Милан (94) — чешский и французский писатель-прозаик[275].
- Лаумулин, Мурат Турарович[каз.] (64) — казахстанский востоковед и публицист[276].
- Мантаур[англ.] (55) — американский рестлер[277].
- Мартен, Пьер[фр.] (79) — французский политик, член Сената (1995—2014)[278].
- Момин, Ребекка[англ.] (76) — бангладешская политическая деятельница, депутат парламента (с 2009)[279].
- Наджафов, Фазиль Имамверди оглы (88) — советский и азербайджанский скульптор, народный художник Азербайджана (2002)[280].
- Пушкин, Алесь (57) — белорусский живописец-нонконформист, художник и политический заключённый[281].
- Рада, Агим[алб.] (70) — албанский скульптор[282].
- Рустенбеков, Жаныш Султанкулович (73) — советский и киргизский государственный деятель и дипломат, губернатор Ошской области (1995—1996), министр по чрезвычайным ситуациям (2005—2006), посол в ряде государств (2007—2022)[283].
- Тояма, Юзо[яп.] (92) — японский композитор и дирижёр[284].
- Тука, Мирсад[босн.] (58) — боснийский актёр[285].
- Цоков, Олег Юрьевич (51) — российский военачальник, генерал-лейтенант (2023), заместитель командующего Южным военным округом; погиб в результате ракетного удара[286].
- Чистякова, Светлана Борисовна (95) — советский и российский архитектор и градостроитель, академик РААСН[287].
- Яшин, Яков Иванович (86) — советский и российский учёный в области хроматографии[288].

## 10 июля

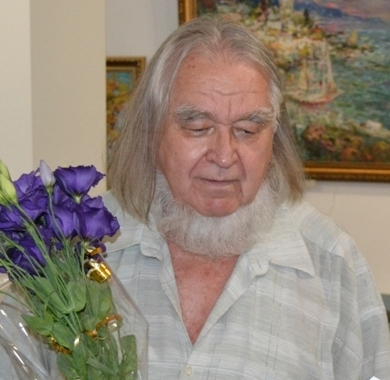
Степан Джус

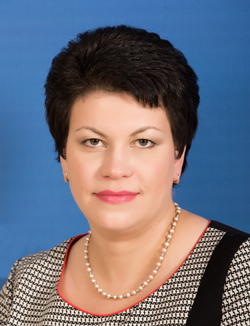
Людмила Кононова

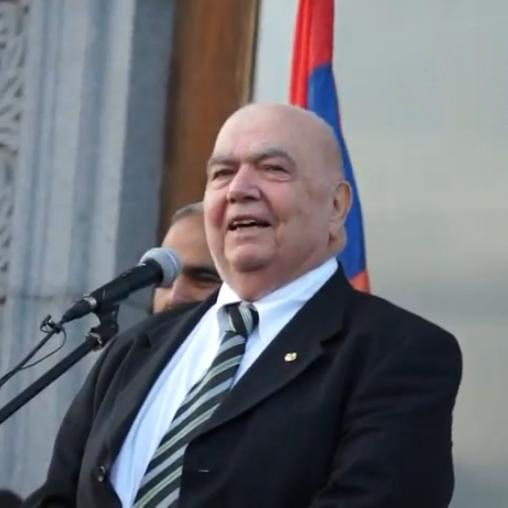
Ричард Ованнисян

- Беккер, Жан-Жак[фр.] (95) — французский историк[289].
- Джус, Степан Петрович (82) — советский, украинский и российский художник, народный художник Украины (1995)[290].
- Кононова, Людмила Павловна (47) — российский политик, член Совета Федерации (2013—2018)[291].
- Минко, Марга[нидерл.] (103) — нидерландская еврейская писательница[292].
- Нефф, Евгений Александрович (68) — советский и российский артист балета[293].
- Ованнисян, Ричард (90) — армянский и американский историк[294].
- Орлинсон, Борис Семёнович (75) — советский и российский химик[295].
- Палмер, Адриан, 4-й барон Палмер[англ.] (71) — британский политик, член Палаты лордов (с 1990)[296].
- Петровски, Эрнст-Людвиг[нем.] (89) — немецкий джазовый саксофонист[297].
- Рид, Гордон[англ.] (89) — канадский бизнесмен, основатель компании «Джайнт Тайгер»[англ.][298].
- Сырмолотов, Виктор Владимирович (74) — советский и российский архитектор, заслуженный архитектор Российской Федерации, член-корреспондент РААСН[299].
- Толеубаев, Абдеш Ташкенович (69) — советский и казахстанский археолог и этнограф[300].
- Фуллмер, Рэнди[англ.] (73) — американский продюсер, художник анимации и бизнесмен[301].

## 9 июля

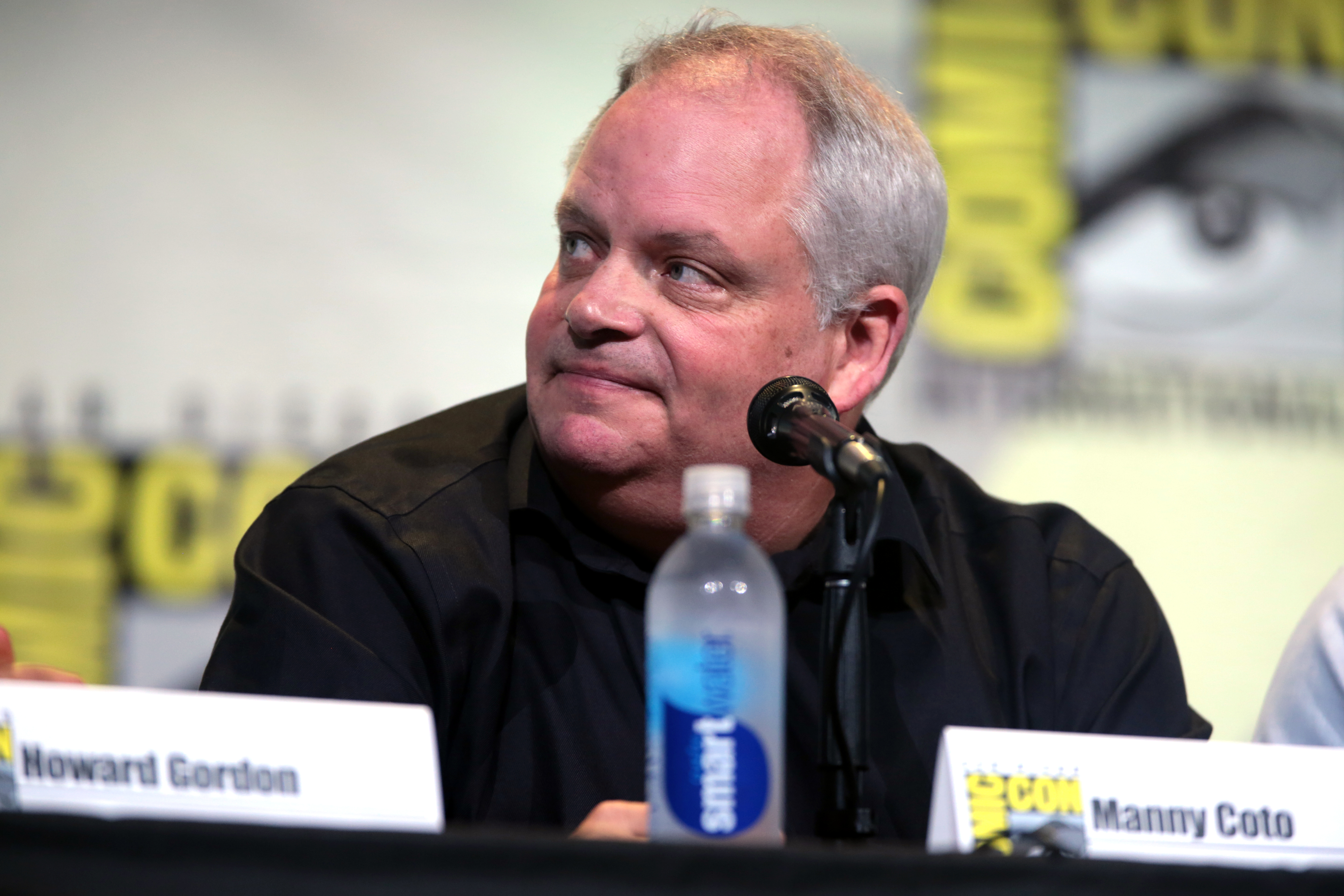
Мэнни Кото

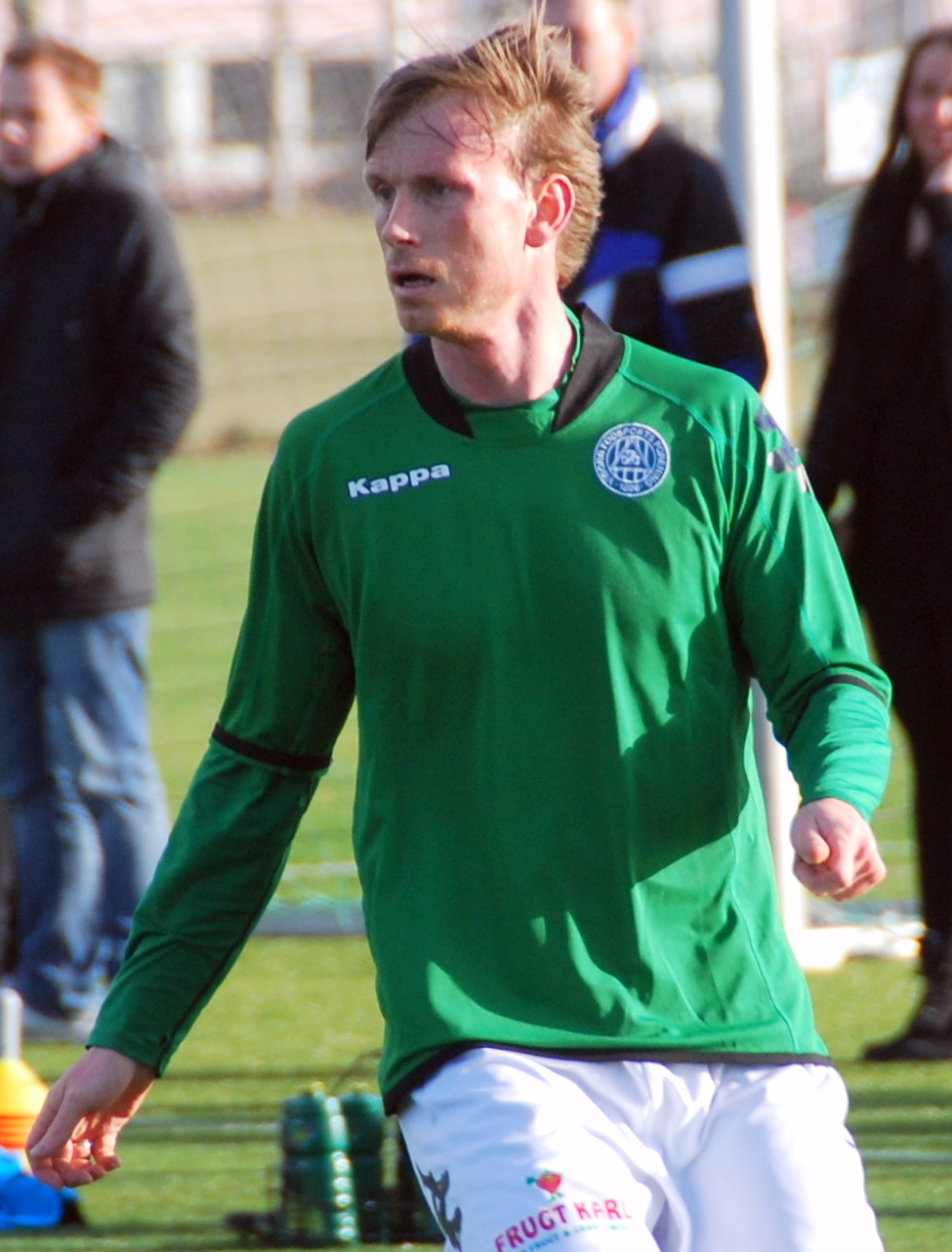
Асбьёрн Сеннельс

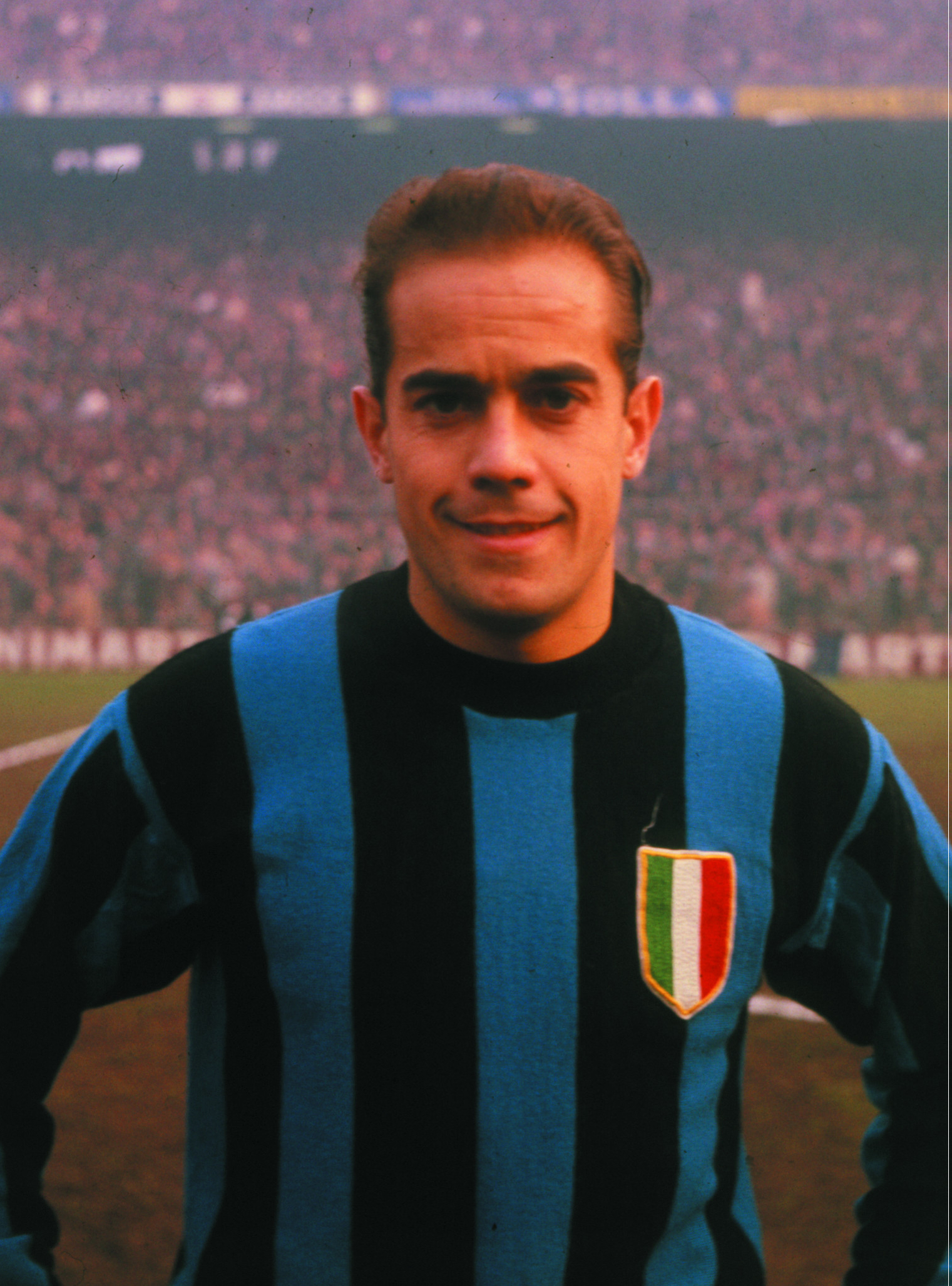
Луис Суарес

- Безансон, Ален (91) — французский политолог, историк социологии и философии[302].
- Камм, Генри (98) — американский журналист, лауреат Пулитцеровской премии (1978)[303].
- Кото, Мэнни (62) — американский кинорежиссёр, сценарист и продюсер[304].
- Мамонтов, Евгений Альбертович (58) — российский писатель[305].
- Муньос Ледо, Порфирио[исп.] (89) — мексиканский политический деятель, спикер Палаты депутатов (2018—2019)[306].
- Остхаймер, Хейнц[нем.] (91) — немецкий гимнаст, член сборной Саара на летних Олимпийских играх (1952), последний остававшийся в живых участник Саарской олимпийской команды[307].
- Сеннельс, Асбьёрн (44) — датский футболист[308].
- Суарес Мирамонтес, Луис (88) — испанский футболист и футбольный тренер, чемпион Европы (1964), обладатель «Золотого мяча» (1960)[309].
- Эванс, Андреа (66) — американская актриса[310].

## 8 июля

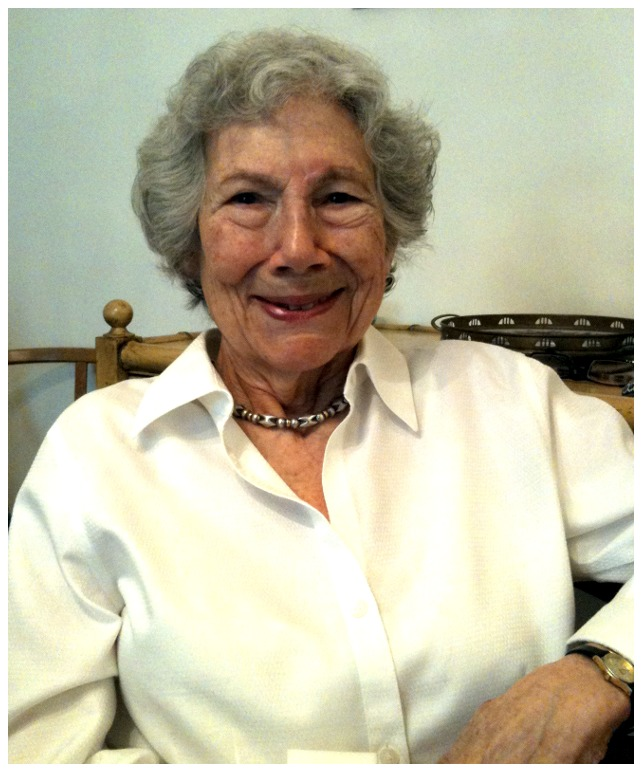
Эвелин Виткин

- Алёхин, Николай Александрович (68) — советский фехтовальщик на саблях, олимпийский чемпион (1980), чемпион мира (1979)[311].
- Альварес Ботеро, Элькин[исп.] (54) — колумбийский католический прелат, епископ Санта-Роса-де-Ососа (с 2020)[312]
- Ауисси, Патрис[фр.] (57) — французский боксёр, участник Олимпийских игр (1992)[313].
- Брылинский, Юрий Богданович (81) — украинский актёр, народный артист Украины (2019)[314].
- Виткин, Эвелин (102) — американский генетик, член Национальной академии наук США (1977)[315].
- Вульф, Мелвин[англ.] (95) — американский юрист, юридический директор Американского союза защиты гражданских свобод (1962—1977)[316].
- Заринс, Юрис (78) — американский археолог[317].
- Зительманн, Арнульф[нем.] (94) — немецкий писатель[318].
- Зубрицкий, Виктор Иванович (76) — советский и российский художник и дизайнер, член-корреспондент РАХ (2012), заслуженный художник Российской Федерации (2001)[319].
- Колевич, Срджан[серб.] (56) — сербский кинорежиссёр и сценарист[320].
- Манхе, Глория[исп.] (92) — мексиканская актриса[321].
- Маттозу, Жозе[порт.] (90) — португальский медиевист, профессор университета[322].
- Пухонто, Кирилл Юрьевич (51) — российский телережиссёр, лауреат двух премий ТЭФИ (2003, 2005)[323].
- Савин, Игорь Алексеевич (92) — советский и российский физик[324].
- Тань, Адриан[англ.] (57) — сингапурский писатель и общественный деятель[325].
- Угур, Озкан[тур.] (69) — турецкий музыкант и композитор[326].
- Хейсс, Тара (66) — американская баскетболистка, чемпионка мира (1979)[327].
- Шрайбер, Эва[нем.] (65) — германская политическая деятельница, депутат Бундестага (2017—2021)[328].
- Степаненко, Пётр Владимирович (44) — украинский военнослужащий, младший сержант, участник российско-украинской войны, Герой Украины (2025, посмертно); погиб в бою.

## 7 июля

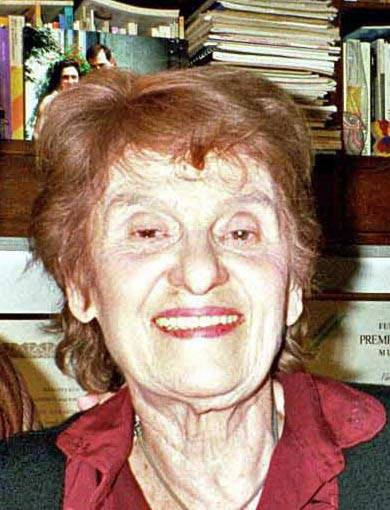
Виолета Эмси де Хайнса

- Саймон Браун, барон Браун из Итон-Андерхейвуда[англ.] (86) — британский пэр, член Палаты лордов (2004—2023), судья Верховного суда (2009—2012)[329].
- Гройсман, Виталий Александрович (84) — советский и российский врач, заслуженный врач Российской Федерации (1997)[330].
- Ильяс, Ахмед[англ.] (88) — пакистанский поэт[331].
- Левачич, Иван[хорв.] (91) — югославский велогонщик, участник летних Олимпийских игр (1960)[332]
- Любомиров, Григорий Петрович (69) — российский телережиссёр и телесценарист[333].
- Намбутхири[англ.] (97) — индийский художник и скульптор[334].
- Фару, Неуза Мария[порт.] (78) — бразильская актриса[335].
- Хоберман, Мэри Энн[англ.] (92) — американская детская писательница, лауреат Национальной книжной премии (1978)[336].
- Чебет, Джозеф (52) — кенийский стайер[337].
- Эмси де Хайнса, Виолета (94) — аргентинская пианистка и музыкальный педагог[338].
- Эшбернер, Майкл[англ.] (81) — британский биолог, член Лондонского королевского общества (1990)[339].

## 6 июля

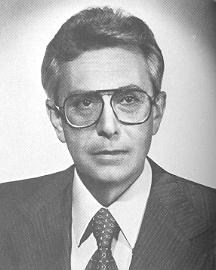
Арнальдо Форлани

- Абдуллаев, Махмуд Абдулла оглы (82) — азербайджанский почвовед, член-корреспондент НАНА (2007)[340].
- Абоньи, Аттила (76) — австралийский футболист и футбольный тренер, игрок национальной сборной[341].
- Григорьев, Николай Григорьевич (89) — советский и российский хирург, заслуженный врач РСФСР (1991)[342].
- Дали, Брендан[англ.] (83) — ирландский политический деятель, сенатор (1992, 1993—1997, 2002—2007), министр по охране окружающей среды, климату и коммуникациям (1982)[343].
- Зе Селсу[порт.] (86) — бразильский сценарист, режиссёр и актёр: несчастный случай[344].
- Кларк, Грэм[англ.] (81) — британский оперный певец (тенор)[345].
- Корольков, Борис Фёдорович (86) — советский и российский военачальник, первый заместитель главкома ВВС СССР (1985—1988), начальник ВВА имени Ю. А. Гагарина (1988—1996), генерал-полковник авиации (1986)[346].
- Лам Ти Ми Да[вьет.] (73) — вьетнамская поэтесса[347].
- Маккрей, Никки (51) — американская баскетболистка и тренер, олимпийская чемпионка (1996, 2000), чемпионка мира (1998)[348].
- Николаев, Александр Алексеевич (72) — российский дипломат, посол в Бангладеш (2012—2016)[349].
- Неро, Питер[англ.] (89) — американский пианист и поп-дирижёр, лауреат двух премий «Грэмми» (1961, 1962)[350].
- Пахад, Эссоп (84) — южноафриканский политический деятель, министр при президенте ЮАР (1999—2008)[351].
- Пикайзен, Виктор Александрович (90) — советский и российский скрипач, народный артист РСФСР (1989)[352].
- Попов, Леонид Степанович (82) — советский штурман-испытатель, заслуженный штурман-испытатель СССР (1984), Герой Российской Федерации (1994)[353].
- Федосеев, Владимир Сергеевич (76) — советский государственный и партийный деятель, первый секретарь Челябинского горкома КПСС (1986), заместитель министра металлургии СССР (1985—1991)[354].
- Форлани, Арнальдо (97) — итальянский политик, министр обороны (1974—1976), министр иностранных дел (1976—1979), председатель Совета министров (1980—1981)[355].
- Шакур, Мутулу (72) — американский грабитель и убийца[356].

## 5 июля

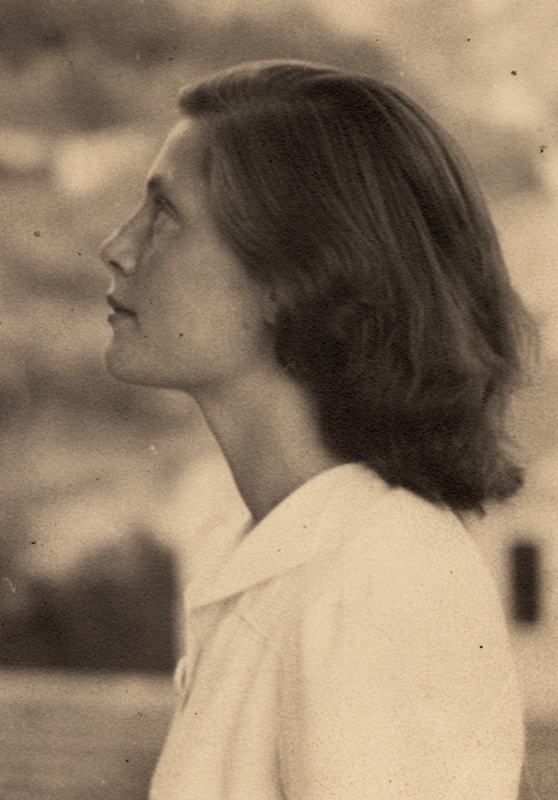
Валькирия Террадура

- Агербек, Роб[англ.] (85) — индонезийский и нидерландский джазовый пианист[357].
- Александрович, Мириам[пол.] (65) — польская актриса[358].
- Богомолов, Владимир Петрович (75) — советский хоккеист, нападающий, тренер. Российский спортивный функционер[359].
- Джильберт, Энтони[англ.] (88) — британский композитор[360].
- Искаков, Рифат Керимович (82) — советский и российский актёр, заслуженный артист РСФСР (1990)[361].
- Капетта, Франка[итал.] (86) — итальянская спортсменка (стрельба из лука), участница Олимпийских игр (1976, 1980)[362].
- Кузнецов, Алексей Глебович (82) — советский и российский актёр, режиссёр и театральный педагог, заслуженный артист РСФСР (1985)[363].
- Ли, Коко[англ.] (48) — гонгконгская и американская певица, танцовщица и актриса[364].
- Лундстен, Ральф[швед.] (86) — шведский композитор[365].
- Стивенс, Мартин[англ.] (69) — канадский певец и актёр[366].
- Террадура, Валькирия (99) — итальянская партизанка времён Второй мировой войны[367].
- Тикнер, Джордж[англ.] (76) — американский гитарист, сооснователь группы Journey[368].

## 4 июля

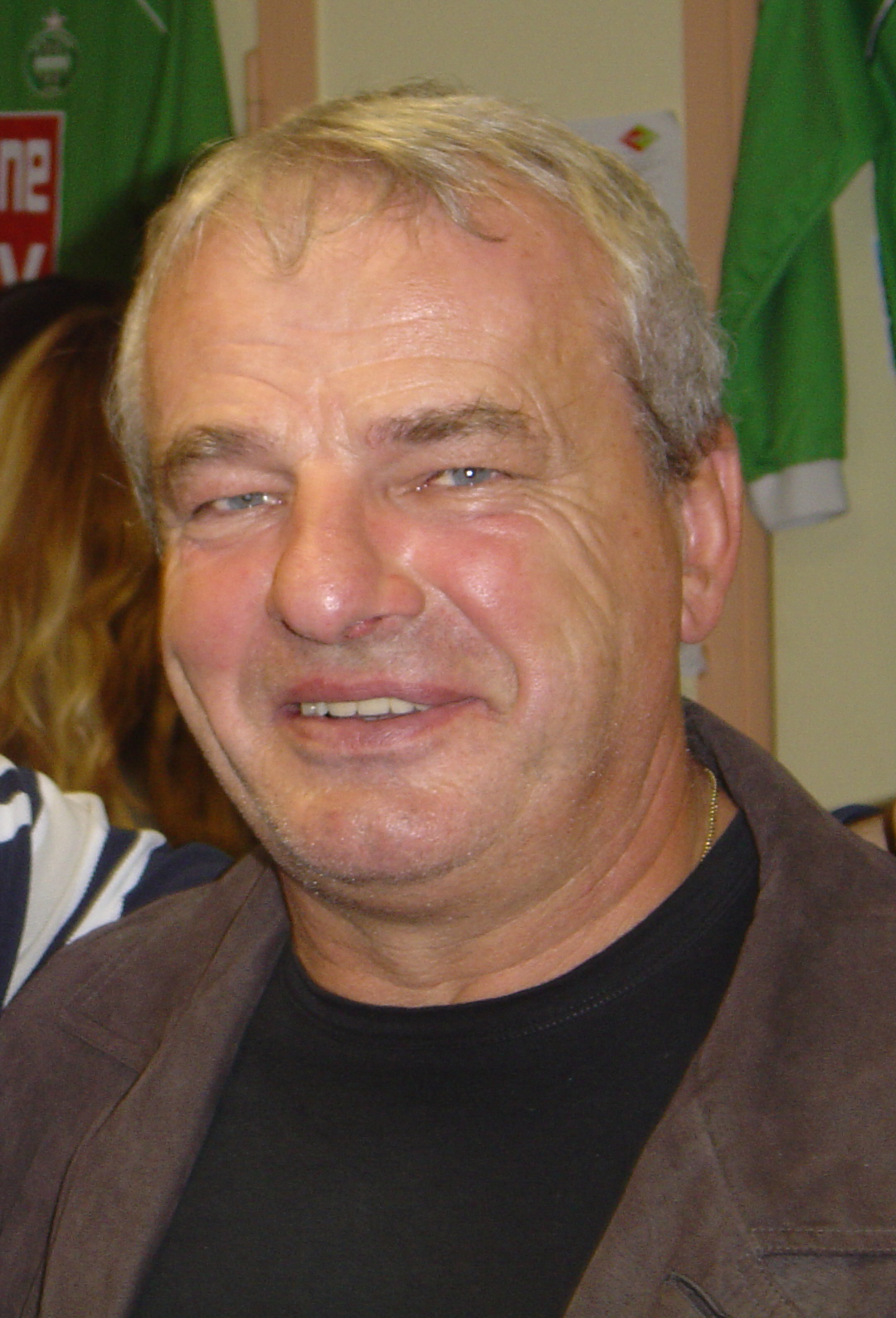
Жорж Берета

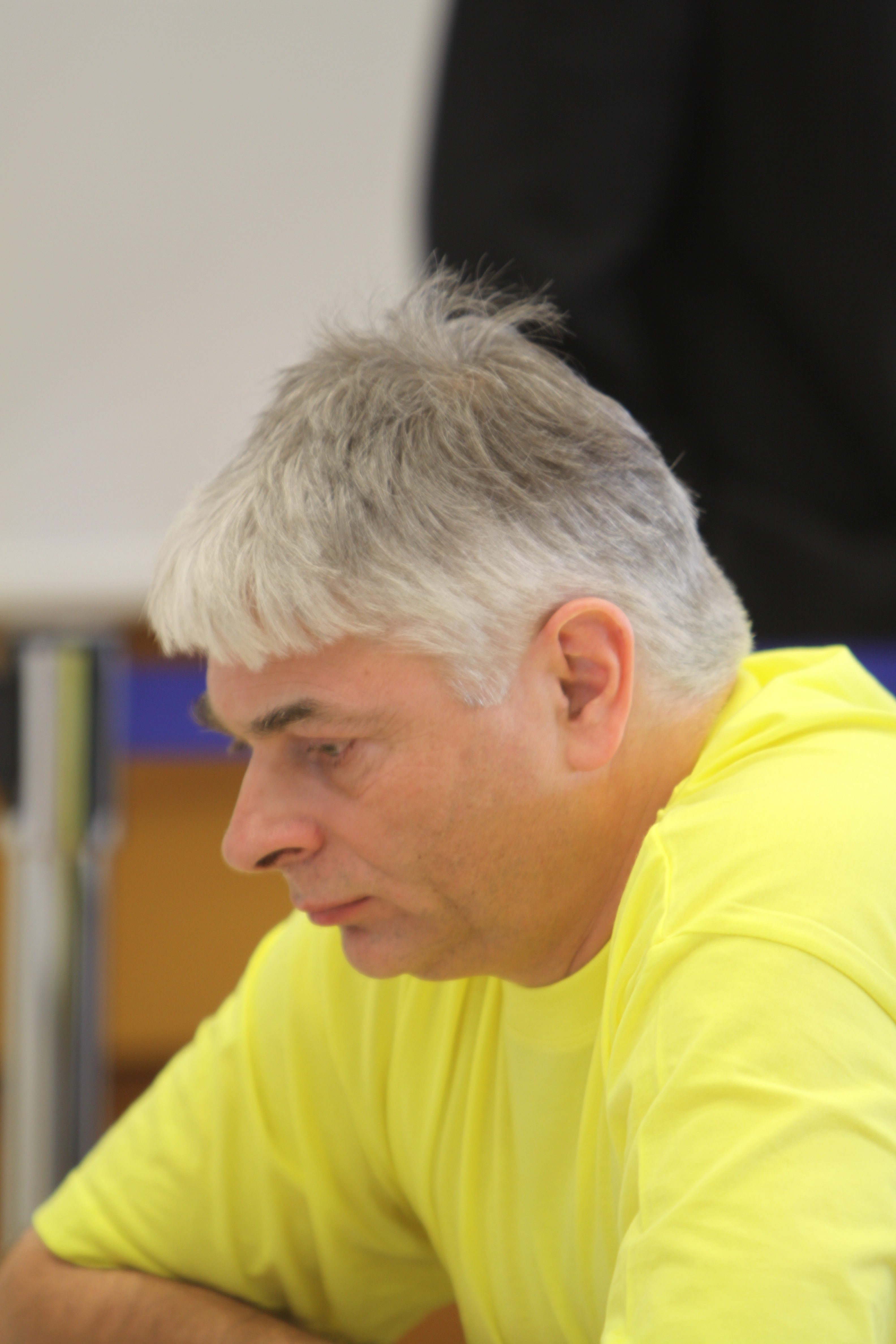
Беат Цюгер

- Авраменко, Алексей Николаевич (46) — белорусский государственный деятель, министр транспорта и коммуникаций (с 2019)[369].
- Агаджанян, Джордж (91) — американский учёный-психиатр[370].
- Берета, Жорж (77) — французский футболист, игрок национальной сборной[371].
- Берилсон, Джон[англ.] (70) — американский мультимиллионер, владелец футбольного клуба «Миллуолл»; ДТП[372].
- Бири, Петер[нем.] (79) — швейцарский философ и писатель[373].
- Бомбардье, Дениз[фр.] (82) — канадская франкоязычная писательница и журналист[374].
- Демидюк, Людмила Николаевна (87) — советский и российский лингвист, сотрудник ИСАА[375].
- Иваницкий, Алексей Михайлович (95) — советский и российский физиолог, член-корреспондент РАН (2000)[376].
- Кампус, Сикейра[порт.] (94) — бразильский политик, губернатор штата Токантинс (1989—1991, 1995—1998, 1999—2003, 2011—2014), сенатор (2019)[377].
- Кристапс Кегги (88) — американский хирург-ортопед, иностранный член РАМН (1993—2014), иностранный член РАН (2014)[378].
- Медина, Канелита[англ.] (84) — венесуэльская певица[379].
- Рейнхаут, Дон (78) — американский пауэрлифтер, четырёхкратный чемпион мира по версии IPF[380].
- Салех, Абдул Гапур[англ.] (80) — малайзийский политический деятель, депутат Парламента (2004—2018)[381].
- Сирхёйс, Ян[англ.] (94) — нидерландский художник[382].
- Таманг, Робин[англ.] (60) — непальский певец и актёр[383].
- Турбин, Сергей Михайлович (78) — советский и российский деятель образования, сооснователь Приамурского университета[384].
- Феррамента, Шику[порт.] (64) — бразильский политик, член палата депутатов (1995—1996)[385].
- Цзай Цзай[кит.] (35) — тайваньская певица[386].
- Цюгер, Беат (62) — швейцарский шахматист, участник десяти шахматных олимпиад[387].
- Яндо, Енё (71) — венгерский пианист[388].

## 3 июля
- Андерсон, Викки[англ.] (83) — американская соул-певица[389].
- Дэвид Майкл Баден-Пауэлл[англ.] (82) — британский пэр, барон Баден-Пауэлл (с 2020)[390].
- Баранов, Николай Владимирович (70) — советский самбист, чемпион мира (1979, 1983) и Европы (1982, 1984), обладатель Кубка мира (1980), ЗМС СССР (1981)[391].
- Водье, Франсис[фр.] (87) — ивуарийский политик, член Национального собрания (1990—1995), министр высшего образования (1998—1999)[392].
- Готье, Леон[фр.] (100) — французский военнослужащий, последний остававшийся в живых участник высадки в Нормандии[393].
- Доббинс, Джеймс[англ.] (81) — американский дипломат, посол при Европейском Союзе (1991—1993), в Афганистане (2001—2002)[394].
- Майорга, Линкольн[англ.] (86) — американский пианист и композитор[395].
- Оливер, Грег (58) — шотландский регбист (несчастный случай)[396].
- Раффо Дассо, Карлос[исп.] (95) — перуанский дипломат и государственный деятель, посол в Великобритании (1986—1989), министр внешней торговли и туризма (1989—1990)[397].
- Сарма, Судакшина[ассам.] (88) — индийская певица[398].
- Сыдыкбаев, Макен (86) — советский и киргизский художник, народный художник Киргизии (2004)[399].
- Циглер, Милослав (79) — чешский футболист[400].
- Янь Минфу[кит.] (92) — китайский политический деятель[401].

## 2 июля

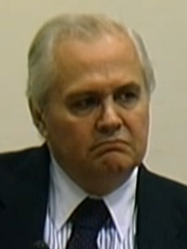
Милан Милутинович

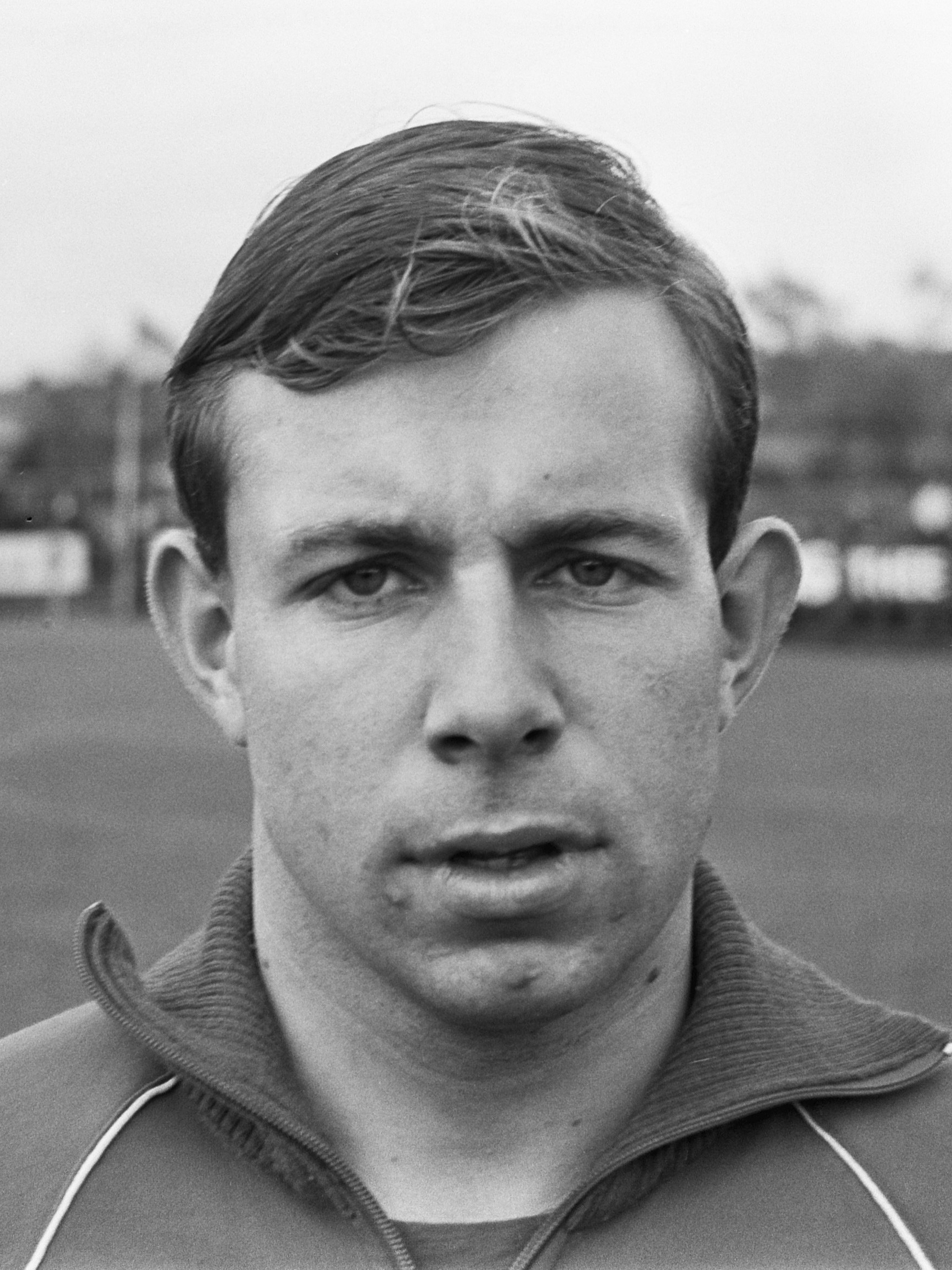
Тео Пальплатц

- Босаль, Валериано[исп.] (82) — испанский историк и философ[402].
- Джараям К[англ.] (74) — индийский фотограф природы, пионер макросъёмки[403].
- Джерри, Джозеф Джон[англ.] (94) — американский монах-бенедиктинец и католический прелат, епископ Портленда (1988—2004)[404].
- Колесников, Рудольф Николаевич[укр.] (85) — советский и украинский шахматный тренер, международный арбитр FIDE, заслуженный тренер Украины[405].
- Милутинович, Милан (80) — югославский и сербский политик, министр иностранных дел Югославии (1995—1998), президент Сербии (1997—2002)[406].
- Мусина, Хайни-Жамал Оспановна (82) — советский передовик производства, Герой Социалистического Труда (1981)[407].
- Мушкудиани, Тенгиз Варламович[груз.] (96) — советский и грузинский оперный певец (бас) и киноактёр, народный артист Грузинской ССР (1964)[408].
- Нейсмит, Даг[англ.] (82) — британский политик, член Палаты общин (1997—2010)[409].
- Нисбетт, Маргарет[англ.] (94) — австралийская оперная певица (сопрано)[410].
- Пальплатц, Тео (76) — нидерландский футболист[411].
- Пратт, Минни Брюс[англ.] (76) — американская поэтесса[412].
- Сепулведа Пертенси, Жозе Паулу[порт.] (85) — бразильский юрист, генеральный прокурор (1985—1989), судья Федерального верховного суда (1989—2007)[413].
- Таляль ибн Мансур Аль Сауд[араб.] (73) — саудовский принц, бизнесмен и спортивный функционер[414].
- Хасанзаде, Хосров[перс.] (60) — иранский художник[415].
- Чо Ён Ик[кор.] (89) — южнокорейский художник[416].
- Шарпантье, Мишель[фр.] (95) — французский скульптор и медальер, лауреат Римской премии (1951)[417].

## 1 июля

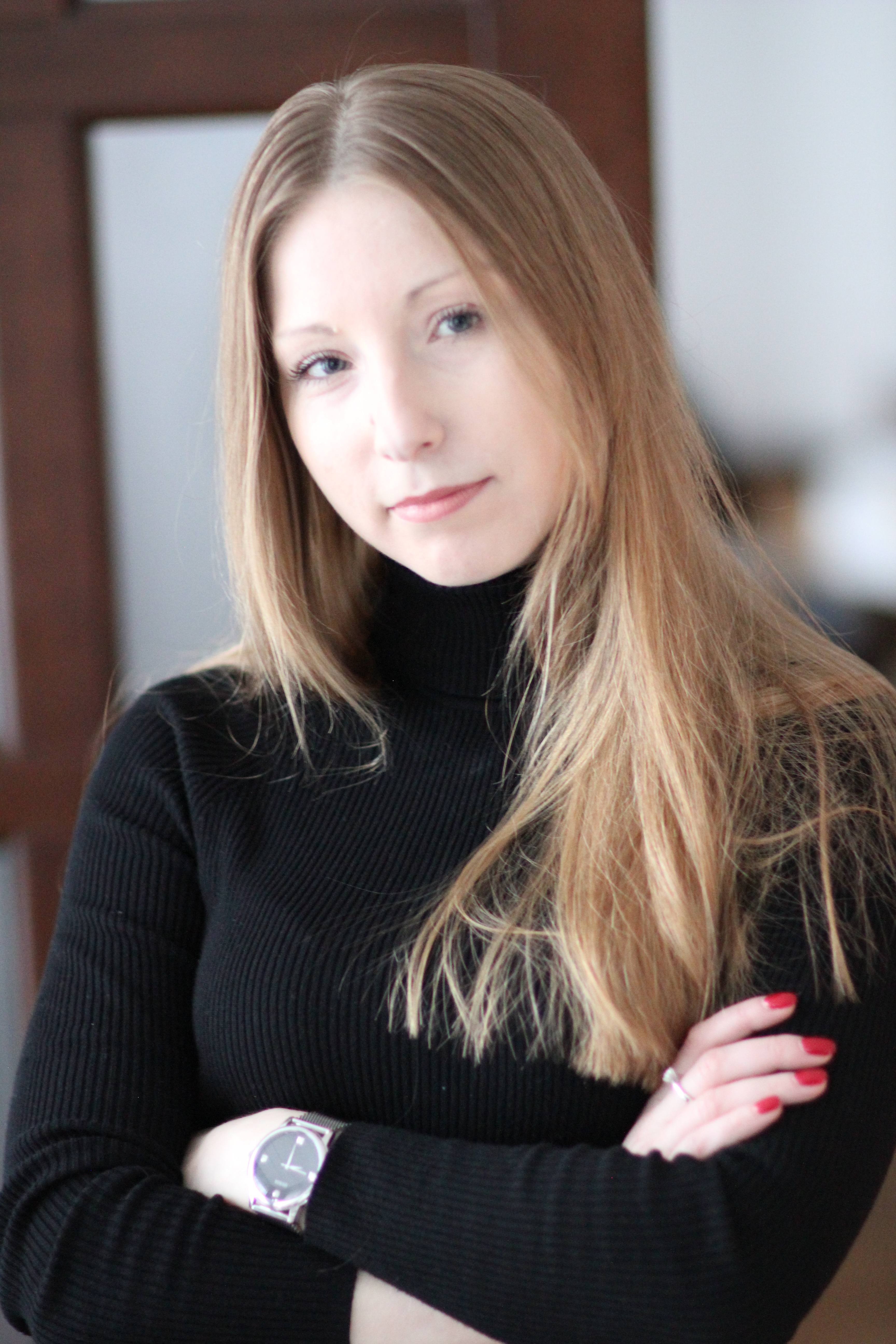
Виктория Амелина

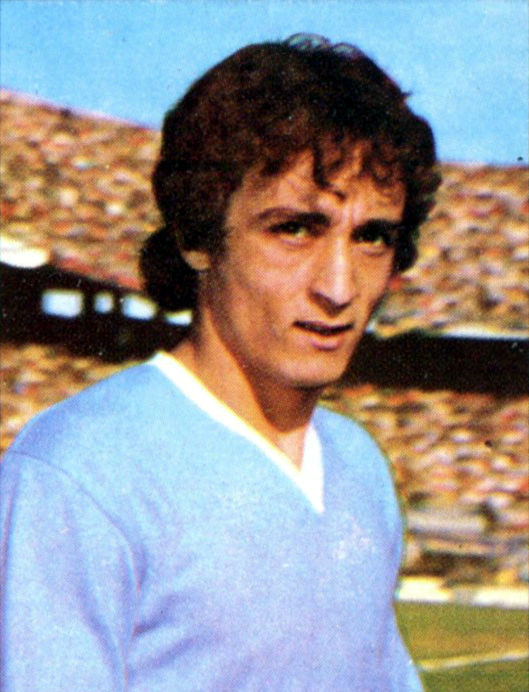
Винченцо Д’Амико

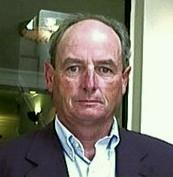
Кристиан Дальже

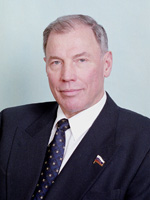
Валерий Манилов

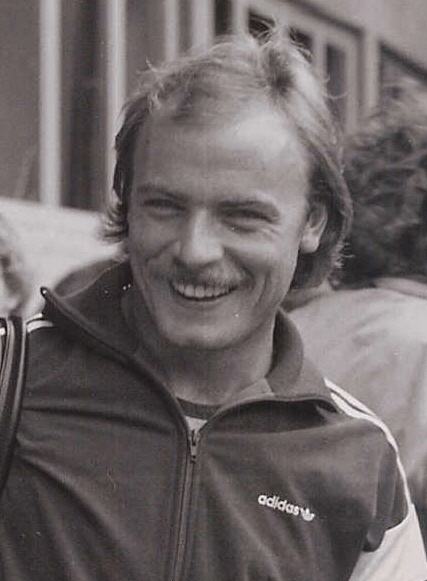
Клаус Тойбер

- Абу Бакр, Кадри[араб.] (70) — палестинский политический деятель, глава управления по делам заключённых (с 2018), депутат Парламента (с 2018); ДТП[418].
- Амелина, Виктория Юрьевна (37) — украинская писательница-романист; погибла при ракетном обстреле[419].
- Ан Чон Хё[кор.] (81) — южнокорейский писатель и переводчик[420].
- Асплунд, Биргер[швед.] (93) — шведский метатель молота, участник летних Олимпийских игр (1956, 1960, 1964)[421].
- Баженова, Татьяна Валериановна (99) — советский и российский физик, сотрудник ОИВТ РАН, заслуженный деятель науки Российской Федерации (2004)[422].
- Д’Амико, Винченцо (68) — итальянский футболист[423].
- Дальже, Кристиан (73) — французский футболист[424].
- Джонсон, Мег[англ.] (86) — британская актриса[425].
- Керслейк, Боб[англ.] (68) — британский аристократ и государственный служащий, член Палаты лордов (с 2015)[426].
- Котт, Джеральд[англ.] (83) — ирландский политик, депутат Палаты представителей (1969—1973)[427].
- Либерман, Роберт[англ.] (75) — американский режиссёр кино и телевидения, двукратный лауреат Премии Гильдии режиссёров Америки (1980, 1996)[428].
- Манилов, Валерий Леонидович (84) — российский военачальник, первый заместитель начальника Генерального штаба ВС РФ (1996—2001), генерал-полковник (1995)[429].
- Молина Руис, Франсиско[исп.] (72) — мексиканский юрист и политик, сенатор (1997—2000)[430].
- Мэнсон, Пол Дэвид[англ.] (88) — канадский военный деятель, начальник штаба обороны (1986—1989)[431].
- Садик, Хабиб[араб.] (91 / 92) — ливанский писатель, поэт и политический деятель, депутат Парламента (1992—1996)[432].
- Тойбер, Клаус (65) — немецкий футболист и футбольный тренер[433].
- Томпкинс, Дэвид[англ.] (93) — новозеландский юрист, судья Верховного суда Новой Зеландии (1983—1997), ректор университета Уаикато (1981—1985)[434].
- Турман, Лоуренс[англ.] (96) — американский кинопродюсер, лауреат премии «Золотой глобус» (1968)[435].
- Филд, Фрэнк[англ.] (100) — американский метеоролог[436].
- Фомин, Андрей Валерьевич (57) — российский государственный деятель, прокурор Чувашии (с 2020); несчастный случай[437].
- Храсте, Марин[хорв.] (84) — хорватский материаловед, академик HAZU (2006)[438].
- Цалитис, Интс (92) — советский диссидент и латвийский политик, депутат Верховного Совета Латвийской Республики (1990—1993)[439].